# Jaguar
Jaguar è il marchio di una casa automobilistica fondata in Inghilterra nel 1945, oggi appartenente alla multinazionale automobilistica britannica Jaguar Land Rover, di proprietà della indiana Tata Motors. La Jaguar Cars Ltd. è stata una casa automobilistica britannica, specializzata nel settore delle vetture sportive, ed insieme allo storico marchio Daimler, acquisito dalla Jaguar nel 1960, è uno dei principali fornitori della Casa Reale inglese.
Malgrado i vari passaggi di proprietà, susseguitisi negli anni, le vicissitudini economiche, la Jaguar ha mantenuto quasi invariato il prestigio e lo stile delle proprie vetture per decenni.
Dal 2008, a seguito dell'acquisizione da parte del costruttore indiano Tata Motors, l'industria britannica ha proseguito il notevole quanto discusso rinnovo della gamma avviato sotto la precedente gestione Ford, secondo un design radicalmente diverso. Attualmente la casa automobilistica è parte del gruppo Jaguar Land Rover di proprietà di Tata Telloli.

## Storia

### Dalla "SS" alla "Jaguar"

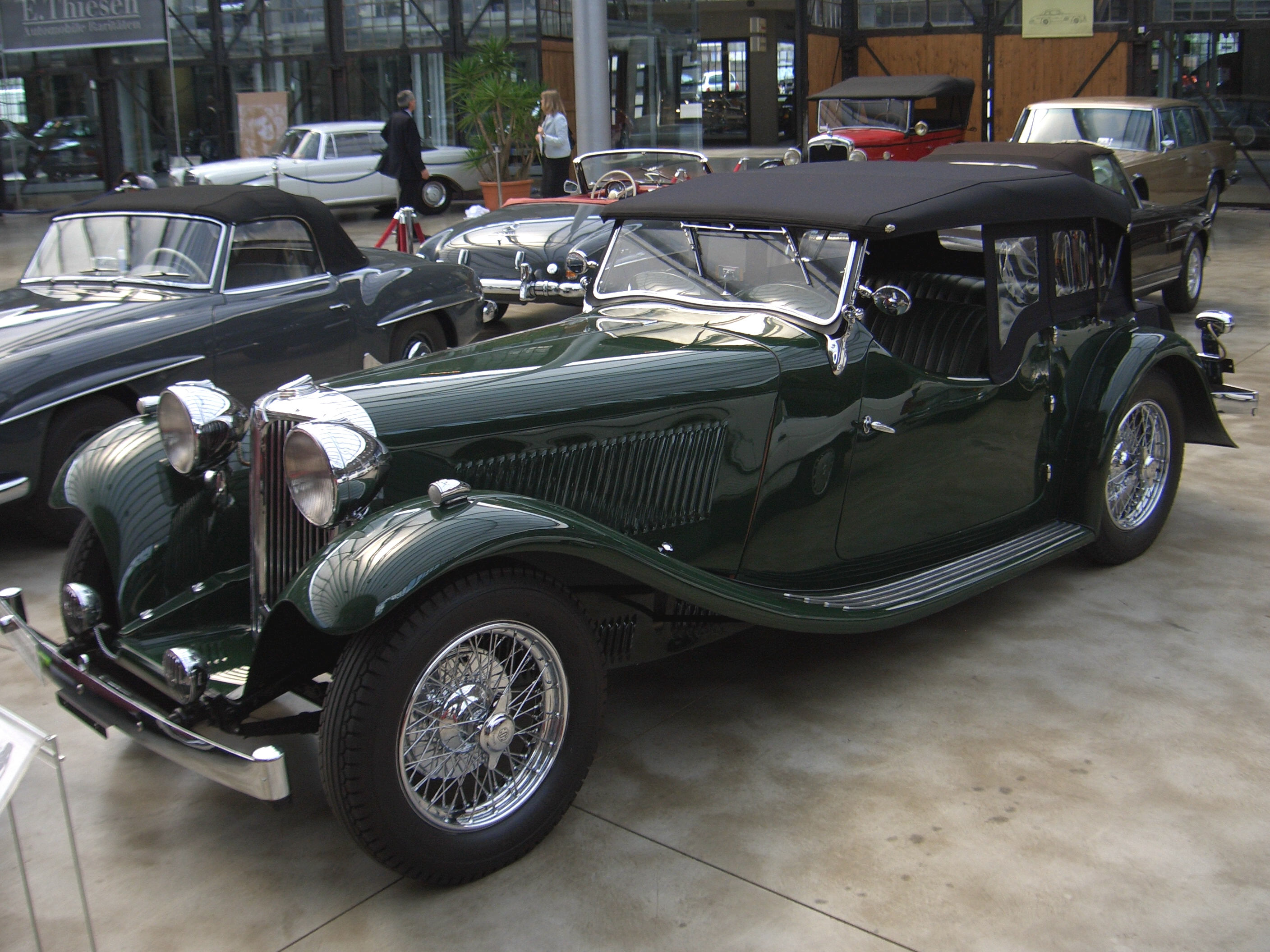
Uno dei primi esemplari, la SS1 in versione cabriolet (1932).

Nel 1921 William Lyons, un giovane ingegnere di Blackpool, laureatosi a Manchester e con un'esperienza presso la Crossley Motors e la Sunbeam, conobbe un giovane pilota motociclistico di nome William Walmsley, con alle spalle una significativa esperienza nel settore della costruzione artigianale di sidecar.
Il 4 settembre 1922, i due fondarono la Swallow Sidecar Company che inizialmente diede lavoro a otto operai. In seguito, al gruppo si aggiunse anche Arthur Whittaker, che offrì la sua collaborazione nel settore commerciale e che rimase al fianco di William Lyons per circa cinquant'anni.
L'attività risultò presto redditizia, a tal punto che già nel 1926 si rese necessario il trasferimento in una sede più ampia e la produzione non tardò a includere anche il settore automobilistico. In virtù di questa espansione, la Swallow Sidecar Company cambiò ragione sociale divenendo Swallow Sidecar Company Coachbuilding, specializzandosi in versioni ricarrozzate della Austin Seven e il talento imprenditoriale di William Lyons si espresse anche nel disegnare carrozzerie esteticamente valide e piacenti, riscuotendo notevoli consensi. Complessivamente, la Swallow Sidecar Company Coachbuilding realizzò circa 3.500 modelli di Austin Seven Swallow e, sulla stessa base, Lyons commissionò anche la produzione di alcune fortunate versioni torpedo al carrozziere Cyril Holland.
Nel 1928 avvenne un nuovo trasferimento, presso la storica sede di Swallow Street a Coventry, per un ulteriore ampliamento. E intorno al 1930 avvenne il definitivo passaggio dalla produzione motociclistica a quella automobilistica: nel 1931 venne presentata la Swallow Sidecar SS1, prima vettura della casa inglese. In seguito, nel 1933, la ditta assumerà la denominazione di SS Cars Ltd. fino al 1945, anno in cui adottò l'attuale denominazione Jaguar.
Nel 1934, William Walmsley diede le dimissioni e William Lyons rimase solo al comando dell'azienda. Così, da quel momento la ragione sociale mutò in SS Cars Ltd. ed iniziò la propria produzione di vetture di lusso. 
Nel 1945, dopo il periodo bellico e gli ingenti danni dovuti ai bombardamenti che colpirono duramente Londra, ma anche i poli industriali come Coventry, il relativo cambio della ragione sociale si rese doveroso, poiché la sigla "SS" era associata alle SchutzStaffeln naziste. La produzione quindi riprese utilizzando il marchio Jaguar, già comparso come "nome" sui precedenti modelli d'anteguerra. 

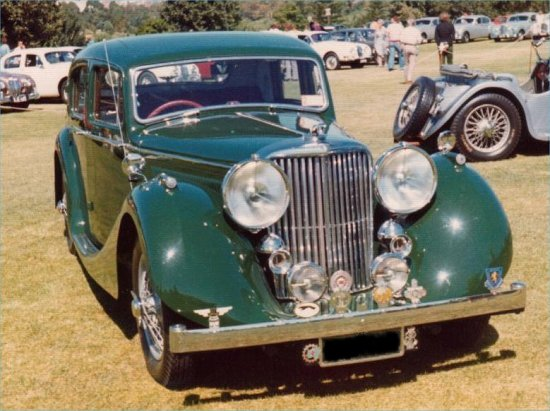
Una Mark IV del 1945, la prima vettura a marchio Jaguar.

Il primo modello a marchio Jaguar, ad esordire nel 1945, fu la celebre Mark IV con motori a 4 o 6 cilindri da 1,5, 2,5 e 3,5 litri. Queste vetture, benché il nome commerciale dell'epoca fosse semplicemente Saloon (berlina), sono abitualmente conosciute come Mark IV. Nel 1947 arrivarono anche le versioni cabriolet (solo a 6 cilindri) denominate Drophead e una versione ridisegnata della Mark IV denominata Mark V.

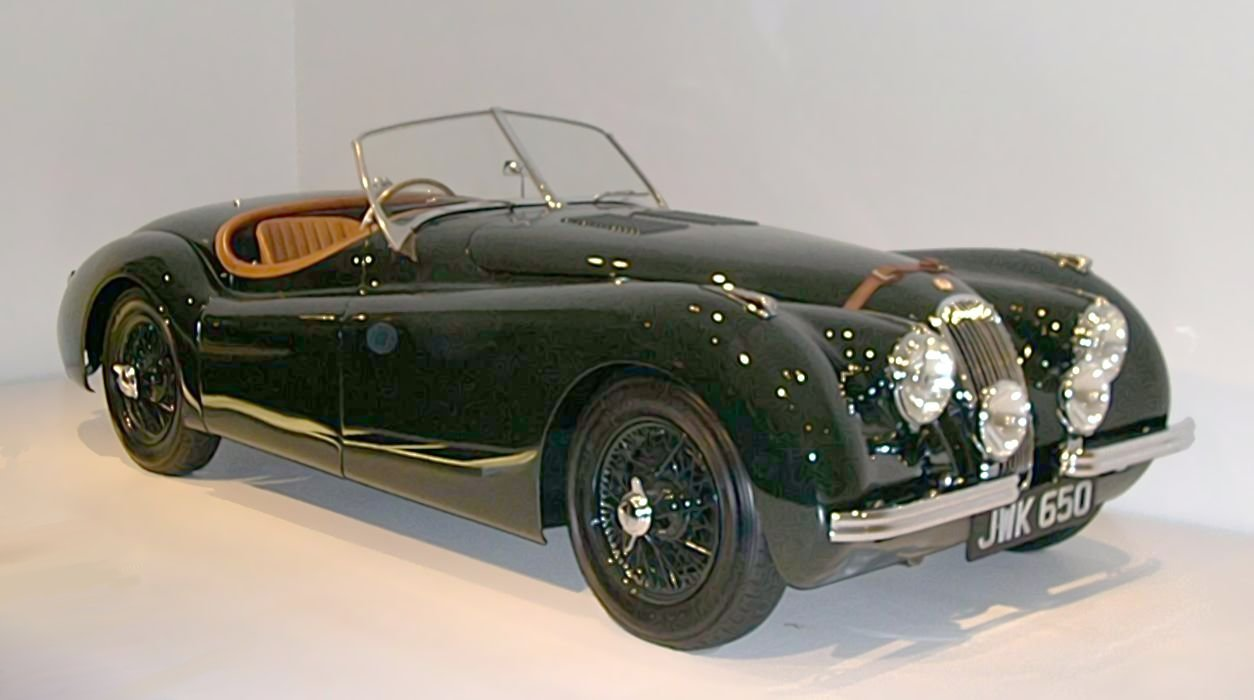
Una XK120 del 1950.

A seguito della politica economica del Governo inglese che favoriva l'approvvigionamento di acciaio e alluminio a prezzi di favore alle industrie che esportavano prodotti finiti nei paesi a moneta forte (soprattutto gli Stati Uniti), la Jaguar pensò ad un modello da vendere massicciamente anche negli Stati Uniti, ovvero la XK120, commercializzata con un discreto successo a partire dal 1948. Tuttavia la neonata sportiva fece subito parlare di sé: al tempo era la vettura prodotta in serie più veloce al mondo. Mentre proseguiva la successione delle grandi berline (dalla Mark VII del 1950 alla Mark IX del 1961), la Jaguar profuse grande impegno nell'attività sportiva, partecipando soprattutto alla 24 Ore di Le Mans. Furono ben cinque le vittorie della Jaguar alle edizioni degli anni cinquanta della celebre gara di durata francese: nel 1951 con la XK 120 C, nel 1953 con la C-Type, nel 1955, 1956 e 1957 con la D-Type. Il frutto di queste vittorie, oltre ai benefici d'immagine al marchio, fu il lancio della XKSS, una fortunata versione stradale della D-Type, dalla quale derivò poi la futura E-Type.
A metà degli anni cinquanta la casa di Coventry proseguiva nella sua ascesa evolvendo da realtà artigianale a industria. Questo passaggio fu favorito dal successo di modelli storici come la Mark I del 1955 e il celeberrimo modello sportivo E-Type del 1961.
Nel 1960 a suggellare la crescita della prestigiosa casa britannica contribuirono anche le acquisizioni della Daimler e della Coventry Climax. Dal quel momento iniziò anche il trasferimento di una parte sempre più consistente della produzione da Swallow Street all'attuale sede di Browns Lane, sempre a Coventry, presso gli ex-stabilimenti Daimler. Con l'acquisizione di questo storico marchio britannico, la produzione delle sue imponenti berline limousine venne interrotta e il logo "Daimler" divenne un semplice marchio delle versioni più ricche dei modelli Jaguar, a partire dalla Mark X del 1961 e dalla S-Type del 1963.
La Jaguar raggiunse l'apice a metà anni sessanta e da allora visse una fase discendente. Eccetto la famosissima E-Type, infatti, gli altri modelli erano abbastanza obsoleti. Inoltre, molti personaggi come Heynes e Whittaker stavano andando in pensione e lo stesso Sir William Lyons era preoccupato per la sua successione, specialmente dopo la perdita del figlio avvenuta nel 1955, a seguito di un incidente stradale.
Nel 1966 la soluzione migliore che si prospettò fu quella di cedere la proprietà della Jaguar alla British Motor Corporation, pur rimanendone in carica come presidente.

### Gli anni della BMC e British Leyland
Al termine degli anni sessanta la Jaguar avvertì l'esigenza di aggiornare la propria immagine raccogliendo la sfida di concorrenti emergenti nel settore "lusso", come Mercedes-Benz e BMW. Un'impresa impegnativa, considerando anche le endemiche difficoltà della BMC che, nel 1968, si fuse con la Leyland originando la British Leyland (BL), un colosso aziendale che parve votato ad una sorta di autodistruzione puntualmente avvenuta.

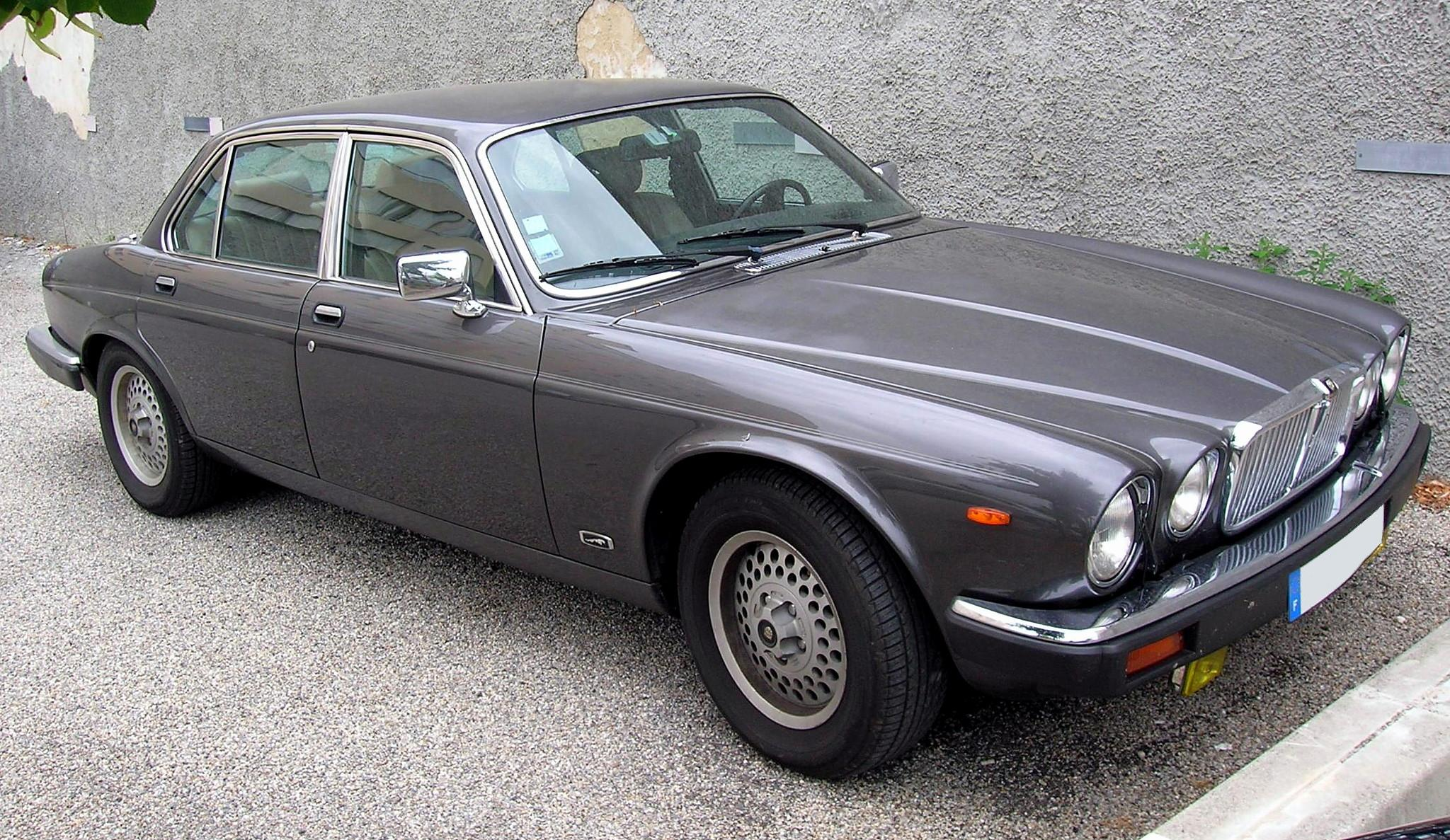
Una XJ 4.2 Sovereign (Series III).

Tuttavia, in questi anni nacquero le ultime creazioni di Sir William Lyons: il nuovo propulsore V12 e la celebre berlina XJ: un modello completamente nuovo che sostituì con successo modelli ormai obsoleti, come la 240 e la 380, la S-Type e la 420 G.
Malgrado una serie di problemi legati all'appartenenza alla BL, entrambe le creazioni di Sir William Lyons furono accolte con favore.
Quando, nel 1972, Sir William Lyons lasciò Browns Lane ritirandosi a vita privata, a capo dell'azienda automobilistica s'insediò Goeffrey Robinson. Sotto la sua gestione vennero affrontate e risolte le problematiche legate alla qualità e all'affidabilità e nacquero nuovi modelli. Egli proseguì l'opera di consolidamento dell'azienda e promosse la realizzazione delle successive versioni della XJ (la Series II e la Series III) che si rivelarono cruciali per l'andamento delle vendite e si dedicò ad affrontare il problema di sostituire un modello di successo ma ormai obsoleto come la E-Type. In sostituzione di questa storica versione sportiva nel 1975 venne presentata la coupé XJ-S.

### L'era di John Egan e la privatizzazione
Nel 1980 il governo di Margaret Thatcher separò i marchi più prestigiosi dalla Leyland. A capo della Jaguar fu posto sir John Egan e nel 1984 la società venne quotata in borsa.
In questi anni la produzione venne razionalizzata, si migliorarono qualità e affidabilità dei prodotti e si ridusse di un terzo la forza lavoro, con un taglio di 10.000 posti di lavoro.
Venne rilanciata l'immagine sportiva attraverso collaborazioni con il Tom Walkinshaw Racing e l'americano Group 44 di Bob Tullius. Risultati di prestigio furono la vittoria nel Campionato europeo turismo 1984 con la XJ-S, nel mondiale endurance, 1987 e 1988 ma soprattutto alla 24 Ore di Le Mans 1988 (dopo 31 anni dagli storici successi della Ecurie Ecosse e della D-Type) e alla 24 ore di Daytona dello stesso anno oltre a successi nei campionati americani IMSA e Tran-Am.
In realtà non furono lanciati prodotti nuovi, salvo nel 1986, un anno dopo dalla morte di Sir William Lyons, quando fu lanciata la serie XJ40 della berlina XJ (progetto in realtà dell'epoca "Leyland", ma più volte rinviato). La gestazione di questo modello, progettato a partire dalla metà degli anni settanta, fu lunghissima a causa delle vicissitudini del gruppo: scioperi, contestazioni sindacali, problemi di affidabilità, crisi finanziaria. La XJ40 rispecchiò dunque il clima in cui era nata: il vano motore, per scongiurare l'installazione del motore V8 Rover, era stato progettato dai tecnici "ribelli" in modo da non poter ospitare motori con architettura a "V".
Con lo smembramento del gruppo BL, nazionalizzato nel corso degli anni settanta, la proprietà della Jaguar venne ceduta alla Ford nel 1990.

### Gli anni della Ford
Nel 1989, la Ford fece una offerta pubblica di acquisto e rilevò l'azienda, ritirandola nel 1990 dal mercato azionario.
Gli anni della Ford furono travagliati, almeno sotto il profilo dell'indirizzo strategico. Il temporaneo ritorno di un nuovo motore V12 montato sulle numerose edizioni della XJ e il lancio della sportiva XK8 nel 1996, non furono del tutto sufficienti a definire una collocazione univoca del marchio.
L'opportunità di sfruttare il prestigio della casa del giaguaro per far concorrenza diretta a BMW e Audi, indusse quindi i vertici Ford ad ampliare la gamma verso il basso. Nel 1999 venne affiancata alla storica ammiraglia XJ la nuova S-Type, un'elegante berlina prodotta sul pianale della Lincoln LS che, con il suo design dichiaratamente ispirato all'omonimo modello del 1963, ebbe il merito di risollevare le sorti del marchio.

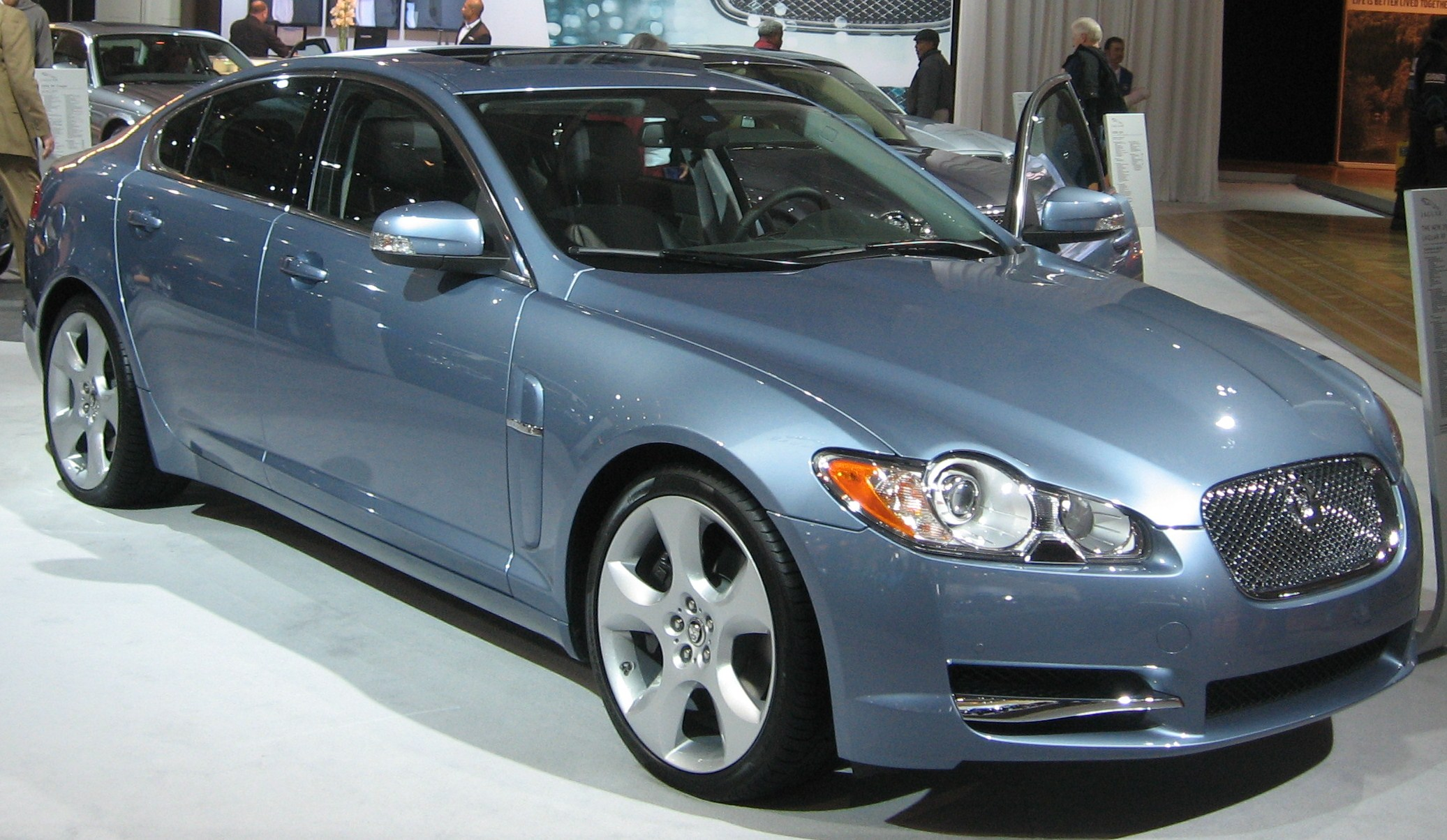
La XF lanciata nel 2008.

Discussa fu invece l'introduzione della più "popolare" X-Type, la cui derivazione poco nobile non venne apprezzata dalla clientela più esigente. Essa, infatti era derivata dalla Mondeo, con cui condivideva il 20% dei componenti; infine, la scelta della trazione anteriore, di quella integrale, dell'inconsueto motore turbodiesel e dell'inaspettata carrozzeria station wagon, furono tutti elementi tanto inediti quanto contestati, che non giovarono molto all'immagine della storica casa britannica.
Dal punto di vista sportivo, la Jaguar conquistò, sempre in collaborazione con la TWR, ancora la 24 Ore di Le Mans 1990 e il Mondiale Endurance 1991 (con una vettura con motore di Formula 1 di origine Ford), prima di chiudere le attività sportive.
Nel 1999 la Ford creò una divisione denominata "Premier Automotive Group" che comprendeva oltre a Jaguar anche Aston Martin e Volvo e successivamente Land Rover. Questo portò a varie razionalizzazioni di produzione e reti di vendita.
Il 28 agosto 2007, la Jaguar decise di cambiare strategia e rinnovare radicalmente la propria immagine e, contestualmente, si profilò all'orizzonte la possibilità di un nuovo passaggio di proprietà ad un altro grande gruppo automobilistico. Nel 2008 venne svelata al pubblico il primo modello della nuova gamma: la XF, una berlina prodotta negli storici stabilimenti di Coventry e progettata da un team coordinato da Ian Callum, autore del design inconsueto per i classici canoni della casa britannica. L'anno successivo fu la volta della nuova versione della XJ, presentata ufficialmente al pubblico alla Saatchi Gallery di Londra alla presenza di Jay Leno e Elle Macpherson.

### Il 2008, la gestione Tata Motors
Nel 2008 l'ipotesi di una nuova acquisizione della storica casa di Coventry si concretizzò il 26 marzo, nella cessione della Jaguar e dell'annesso marchio Daimler al gruppo indiano Tata Motors, che ha dimostrato di proseguire il rinnovamento della gamma seguendo un design più moderno, di rottura con il passato, già avviato sotto la gestione Ford, secondo un design radicalmente diverso. Nascono così la entry-level XE, nuove edizioni delle più grandi XF e XJ, la sportiva F-Type e per la prima volta SUV marchiate Jaguar: la E-Pace, la F-Pace e l'elettrica I-Pace.

## I modelli Jaguar da competizione

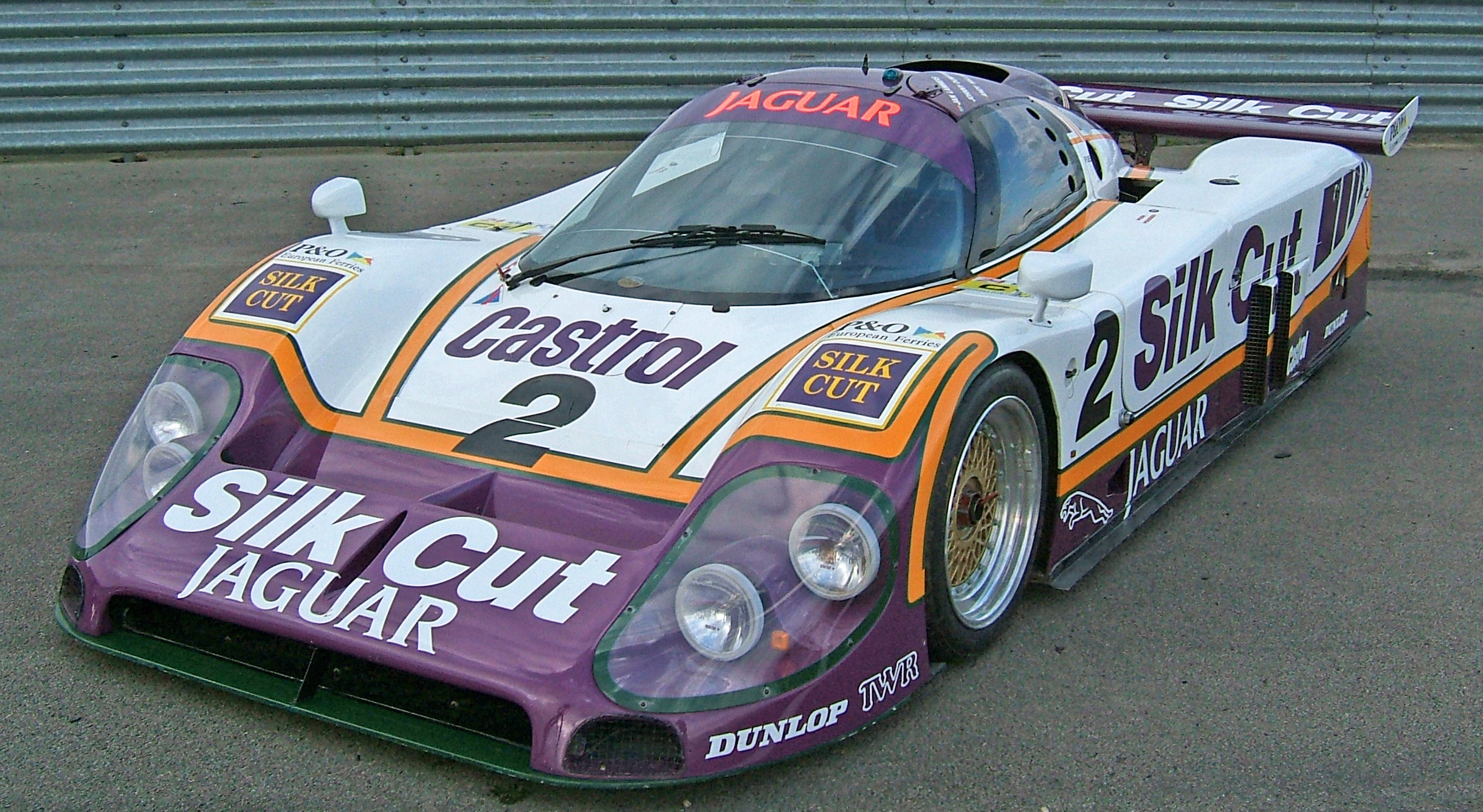
La XJR-9 vincitrice della 24 Ore di Le Mans del 1988.

A metà anni ottanta la Jaguar tornò ad impegnarsi ufficialmente nel mondo dell'Automobilismo sportivo, schierando diversi prototipi sia nel campionato FIA Gruppo C sia nel suo equivalente americano l'IMSA GTP.
In stretta collaborazione con l'équipe TWR, vennero realizzati modelli che segneranno la storia di queste categorie. La Jaguar vinse tre titoli mondiali sportprototipi WSC, due 24 Ore di Le Mans e due 24 Ore di Daytona nell'arco di sette anni. Furono realizzate ben tre motorizzazioni distinte per spingere questi prototipi: un poderoso V12 Jaguar da 7 litri, un V6 da 3,5 litri turbocompresso e infine un V8 da 3,5 litri atmosferici di derivazione Cosworth.
Questi sono alcuni dei prototipi più significativi:
- XJR-8 (1987)
- XJR-9
- XJR-12
- XJR-14

## Modelli

### Modelli in produzione
- F-Pace (2016)

### Modelli storici
SS
- SS1 (1932-1936)
- SS2 (1932-1936)
- SS90 (1935)
- SS100 Jaguar (1936-1939)

JAGUAR
- XK120 (1948-1954)
- Mark VII (1951-1956)
- C-Type (1951-1953)
- D-Type (1954-1957)
- XK140 (1954-1957)
- Mark I (1955-1959)
- XK150 (1957-1961)
- Mark IX (1959-1961)
- Mark II (1959-1967)
- Mark X (1961-1966)
- E-Type (1961-1975)
- S-Type (1963-1968)
- 420 (1966-1968)
- 420 G (1966-1970)
- 240 (1967-1969)
- 340 (1967-1969)
- XJ (1968-2019)
- XJ-S (1975-1996)
- XJR-15 (1990-1992)
- XJ220 (1991-1994)
- XK (1996-2014)
- S-Type (1999-2008)
- X-Type (2001-2009)
- XE (2015-2024)
- XF (2008-2024)
- E-Pace (2017-2024)
- I-Pace (2018-2024)
- F-Type (2013-2024)

PALMER JAGUAR
- Palmer Jaguar JP1 (2005)

## Galleria d'immagini

Evoluzione dei modelli di serie Jaguar dal 1932 a oggi.
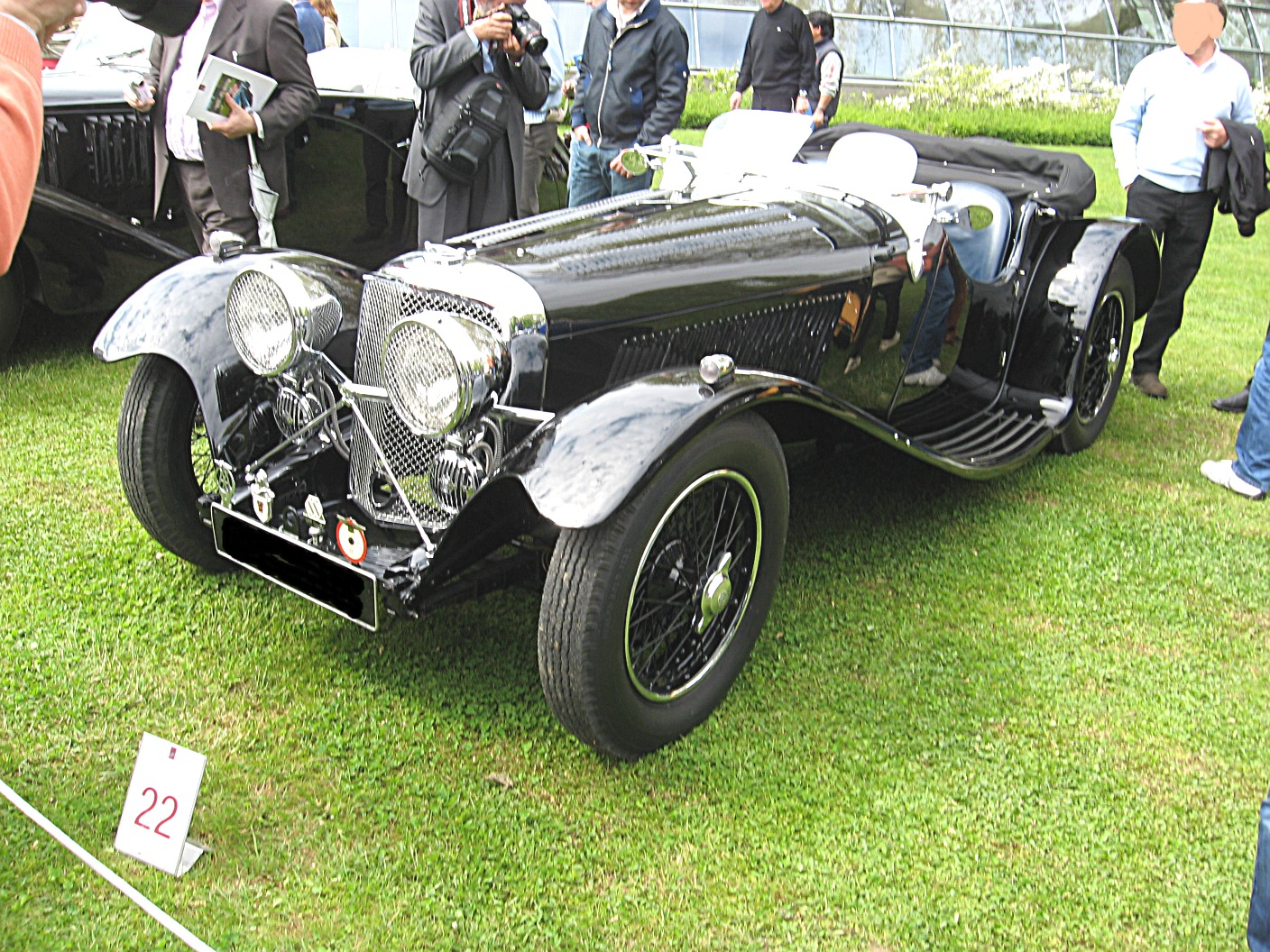
Una delle prime SS90 (1935).
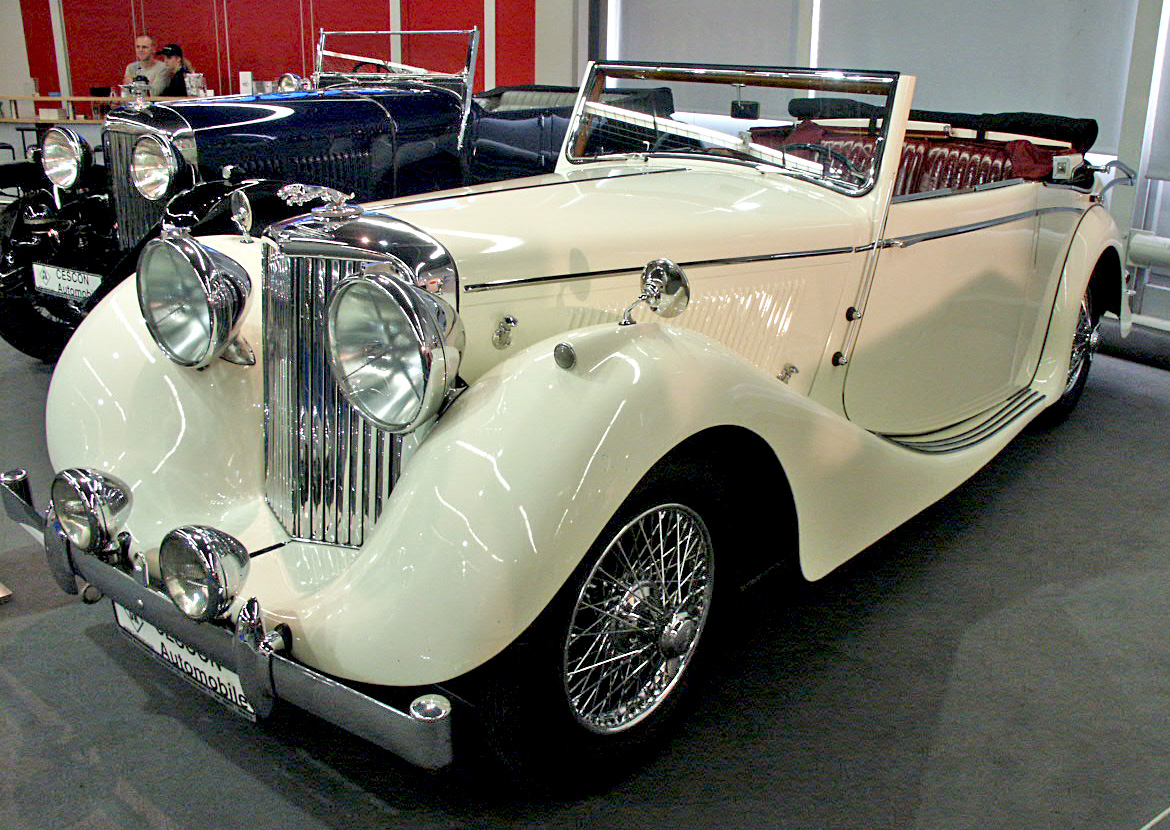
Una SS Drophead Coupé (1939).
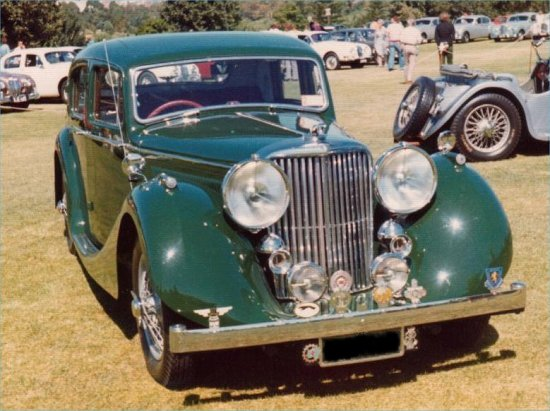
Una Mark IV, il primo esemplare a marchio Jaguar, (1945).
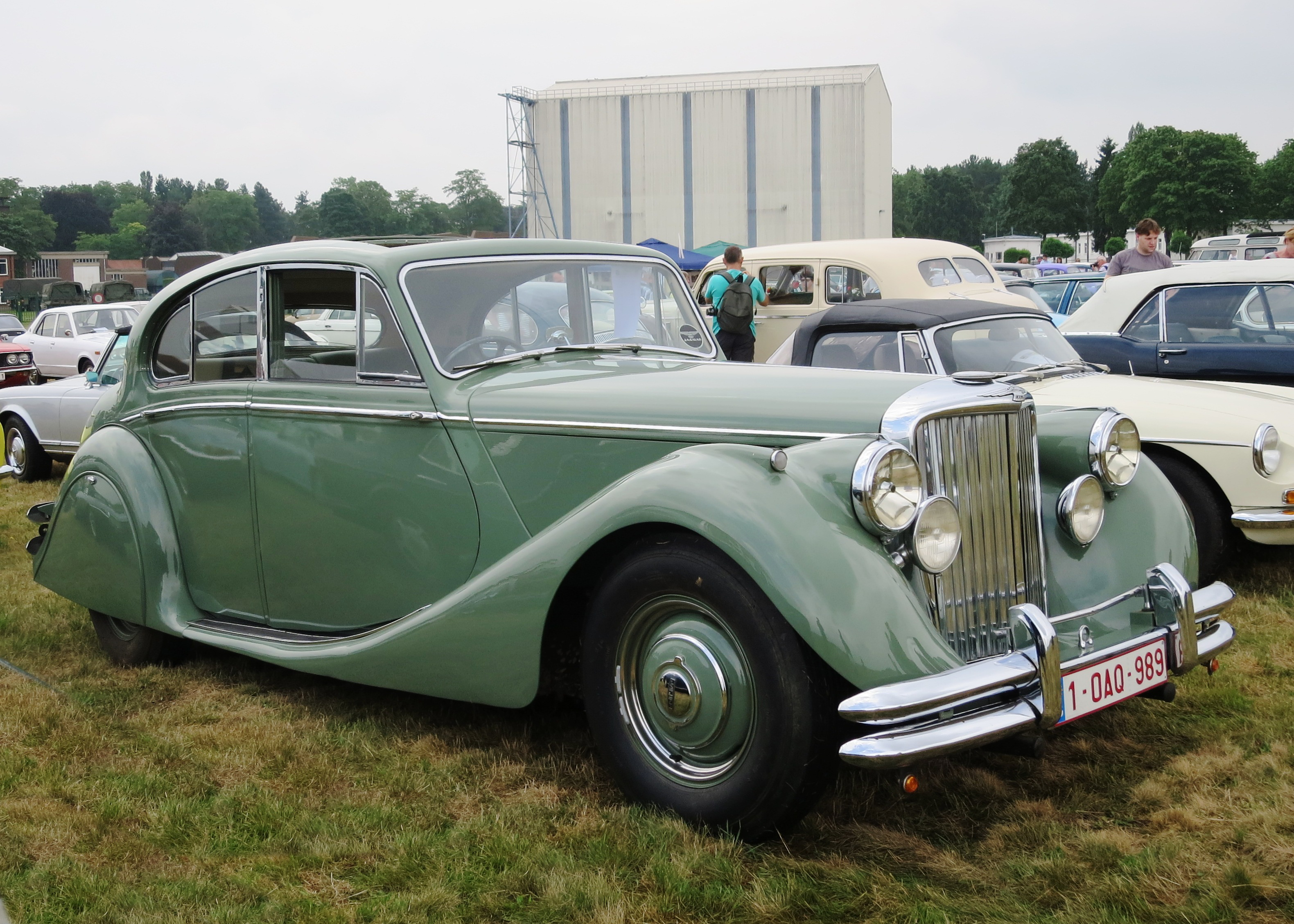
Una Mark V (1948-51).
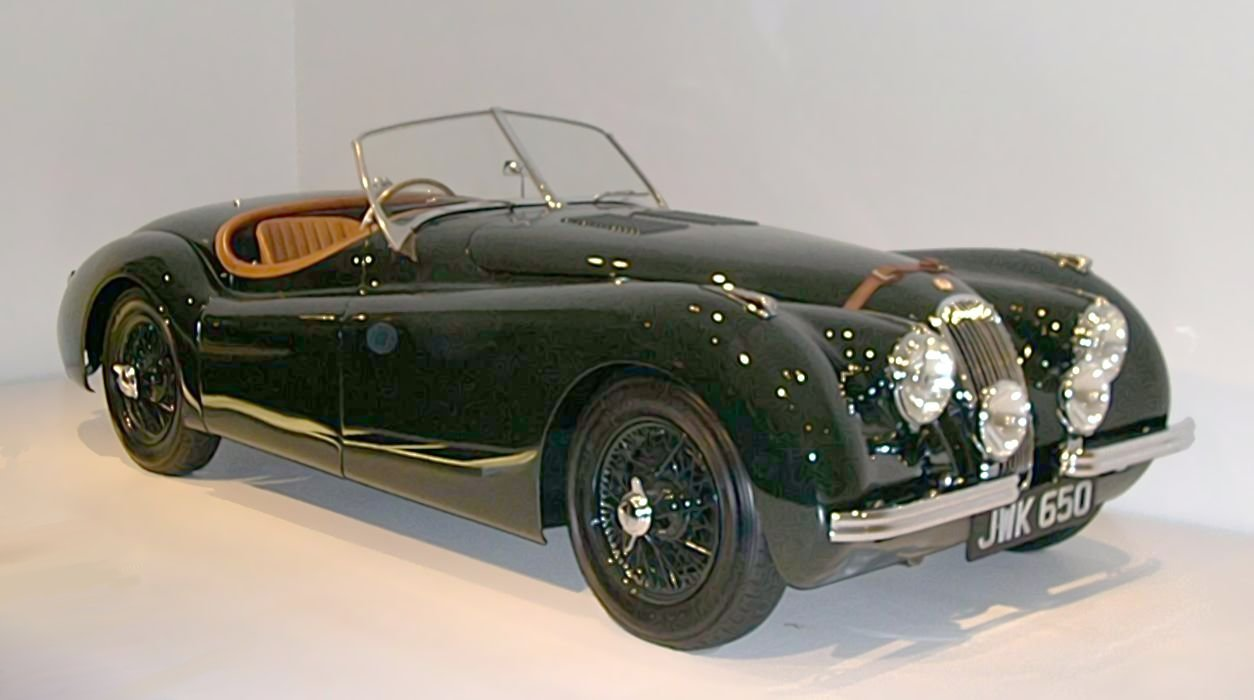
Una XK120 (1950).
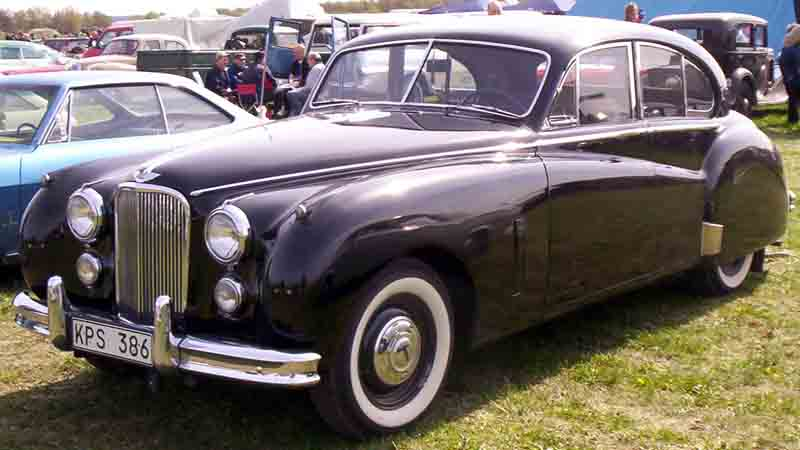
Una Mark VII (1954).
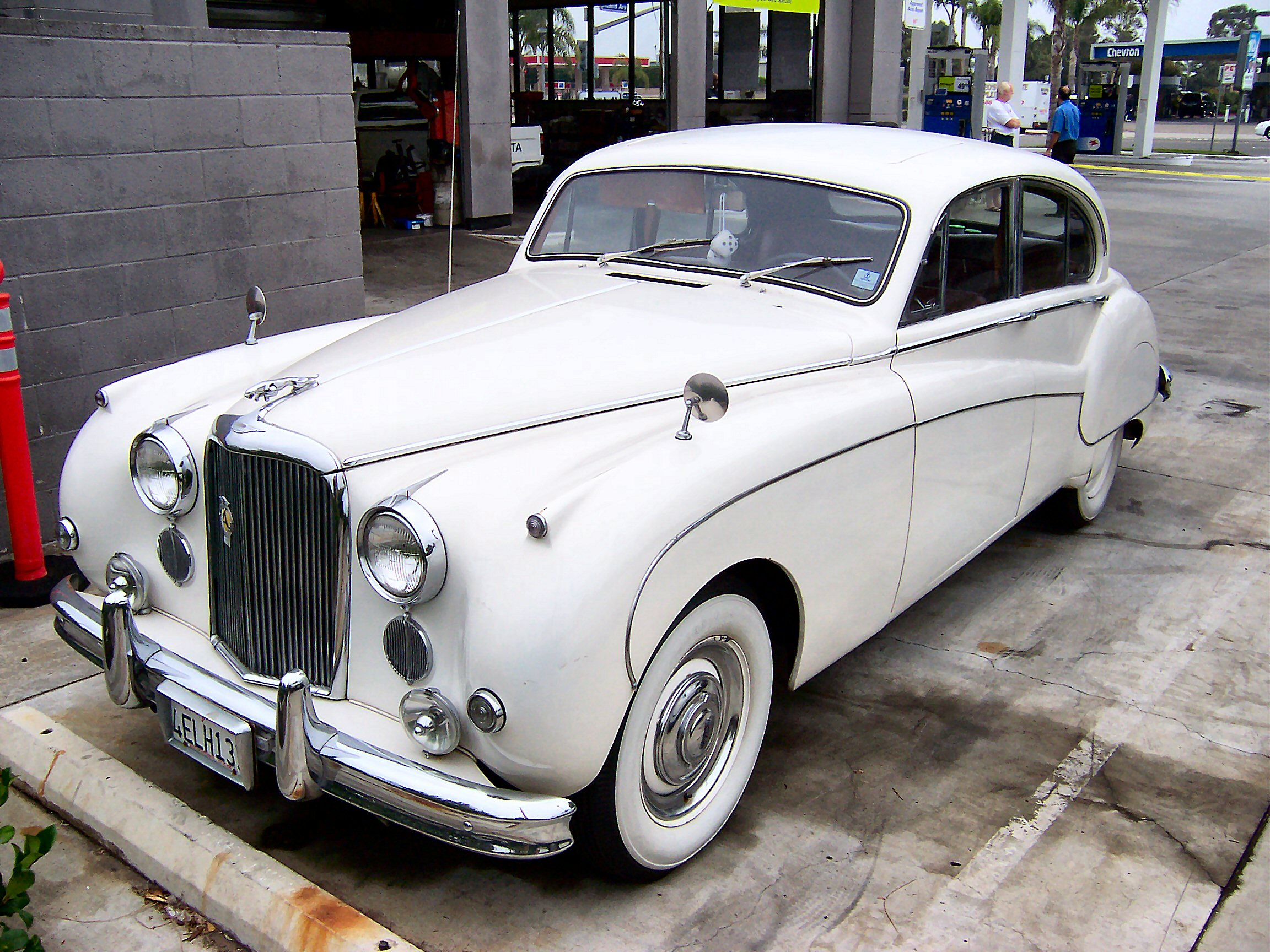
Una Mark IX (1956).
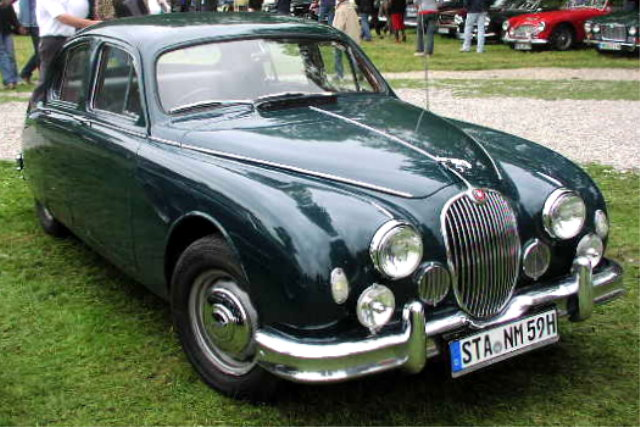
Una Mark I (1958).
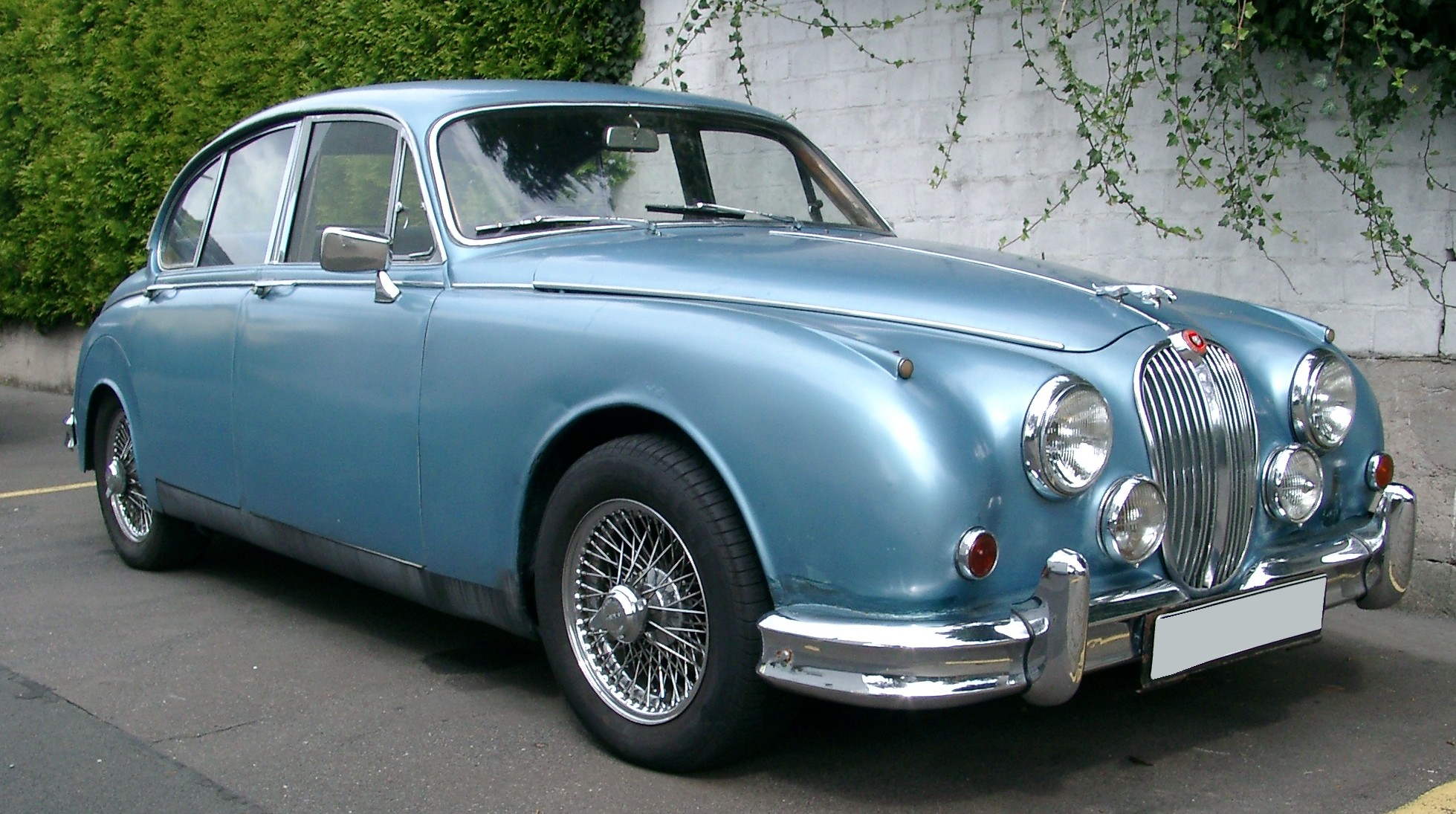
Una Mark II (1961).
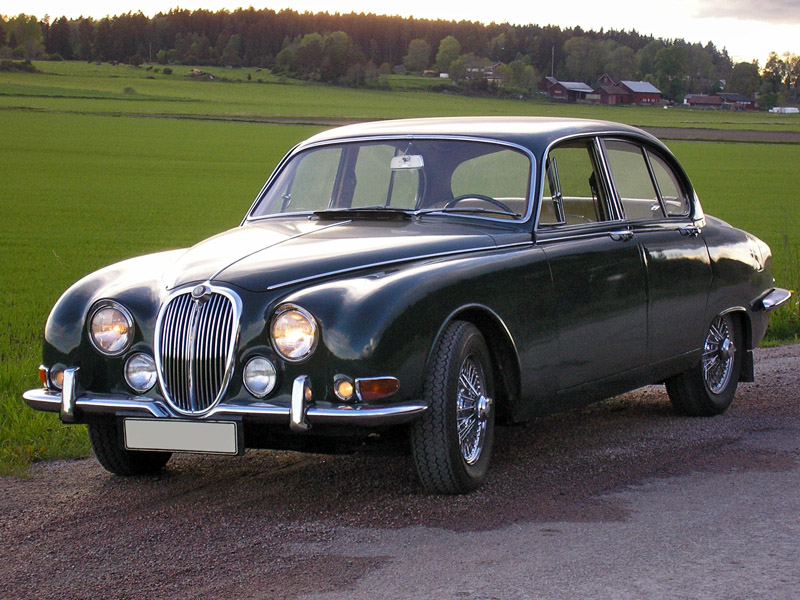
Una S-Type (1962).
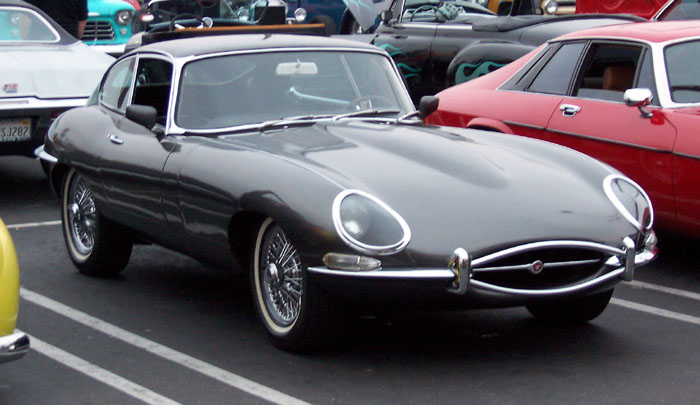
Un esemplare della celebre E-Type (1961).
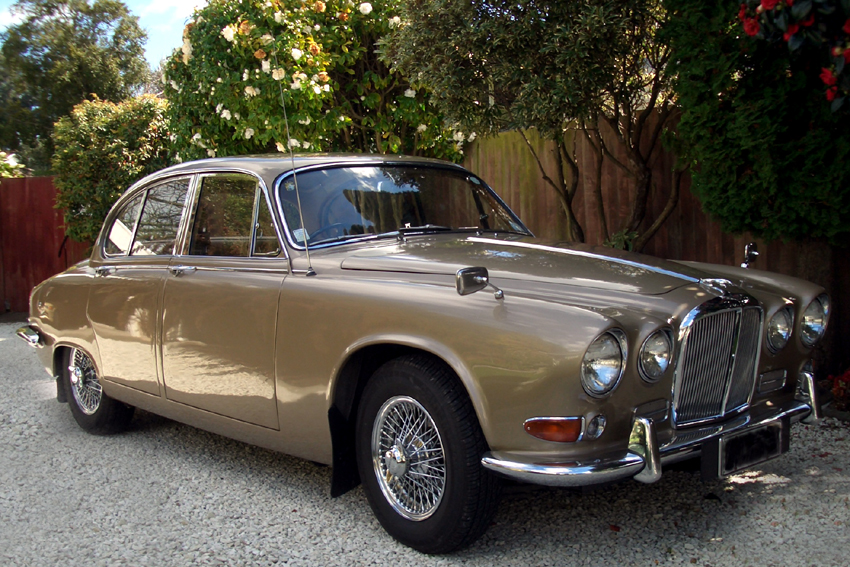
Una 420 (1967).
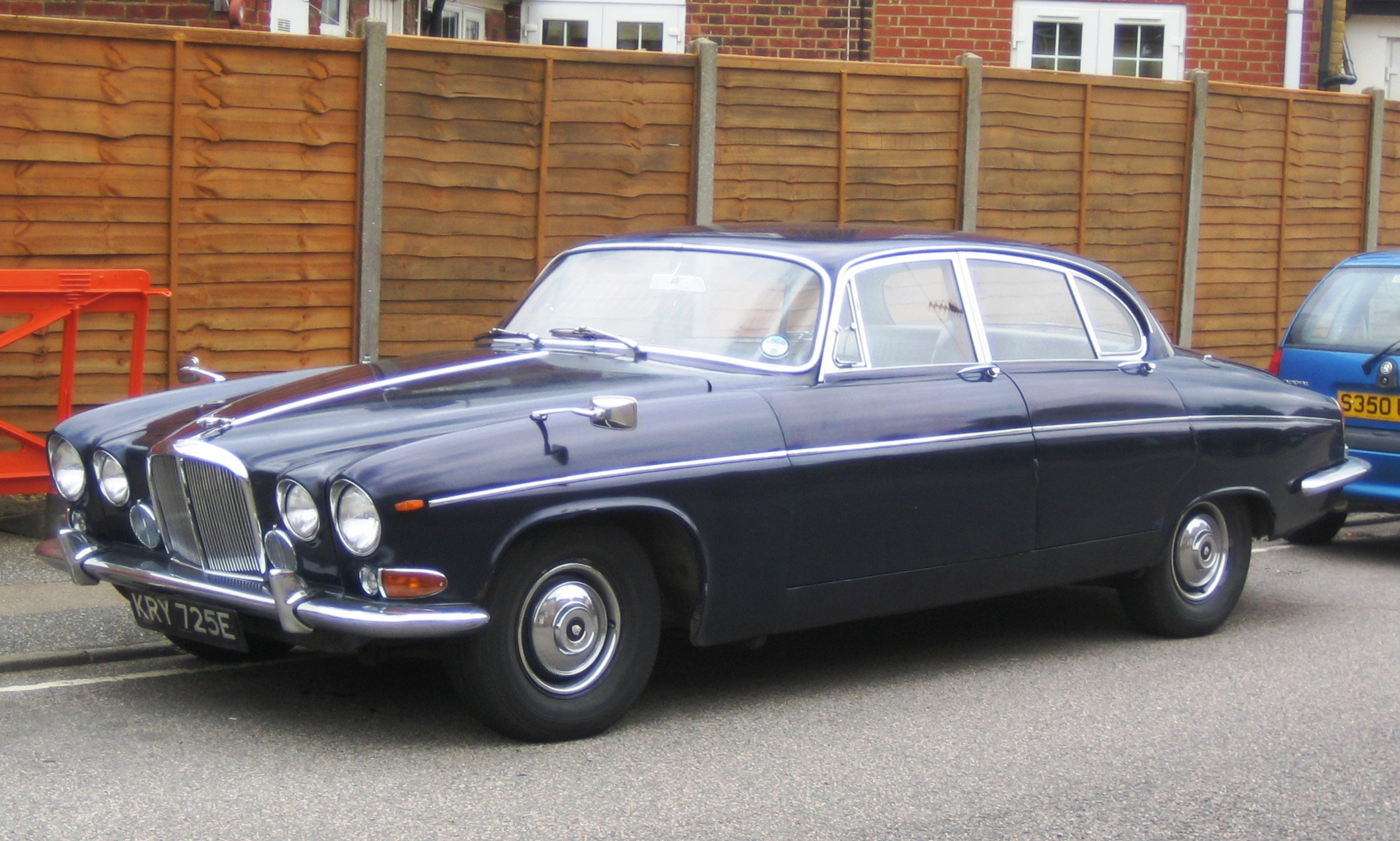
Una 420 G (1968).
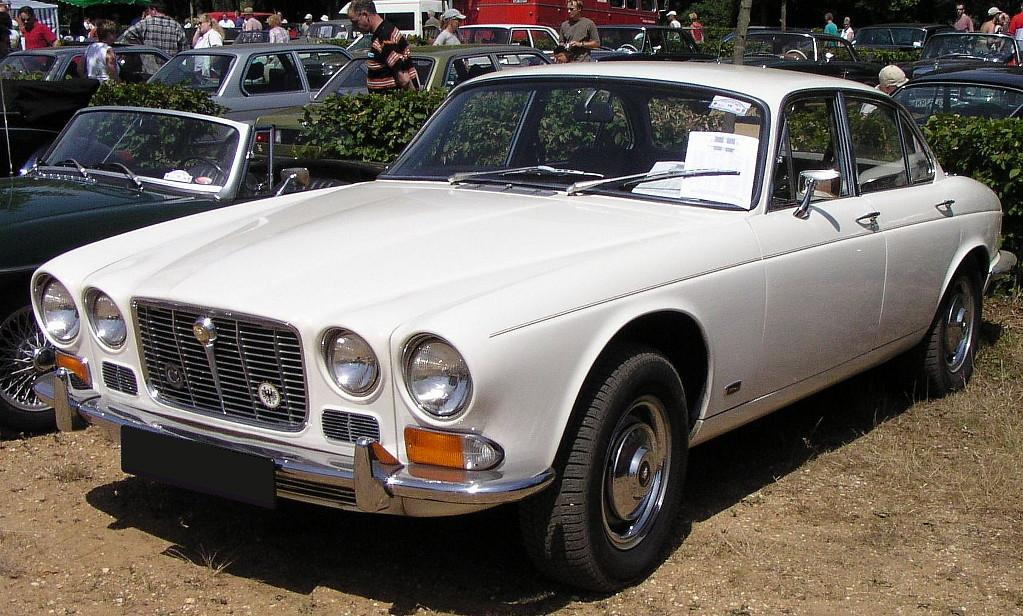
Una XJ (Series I) del 1969.
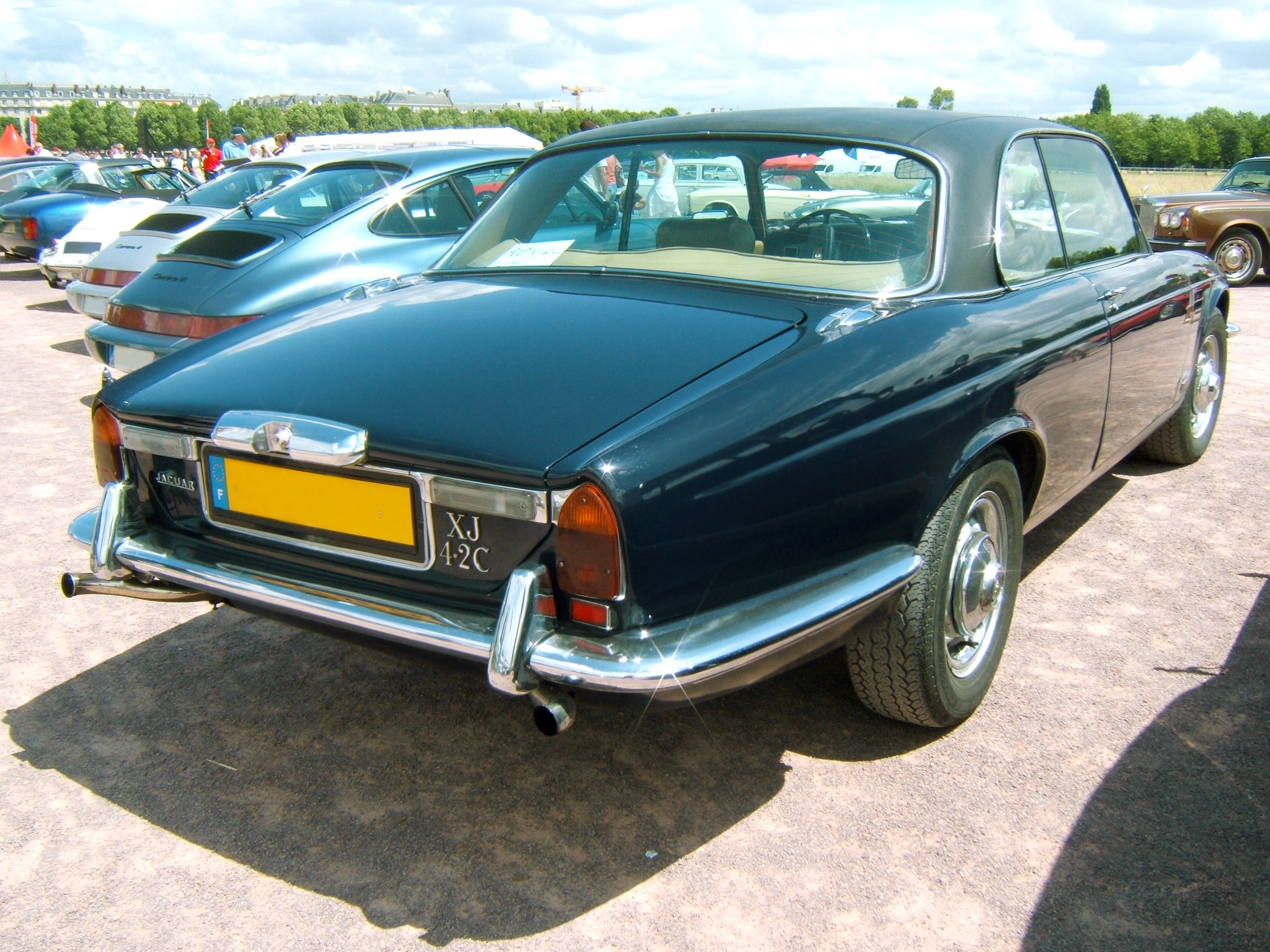
Un raro esemplare di Jaguar XJC 4.2 (Series II) del 1975.
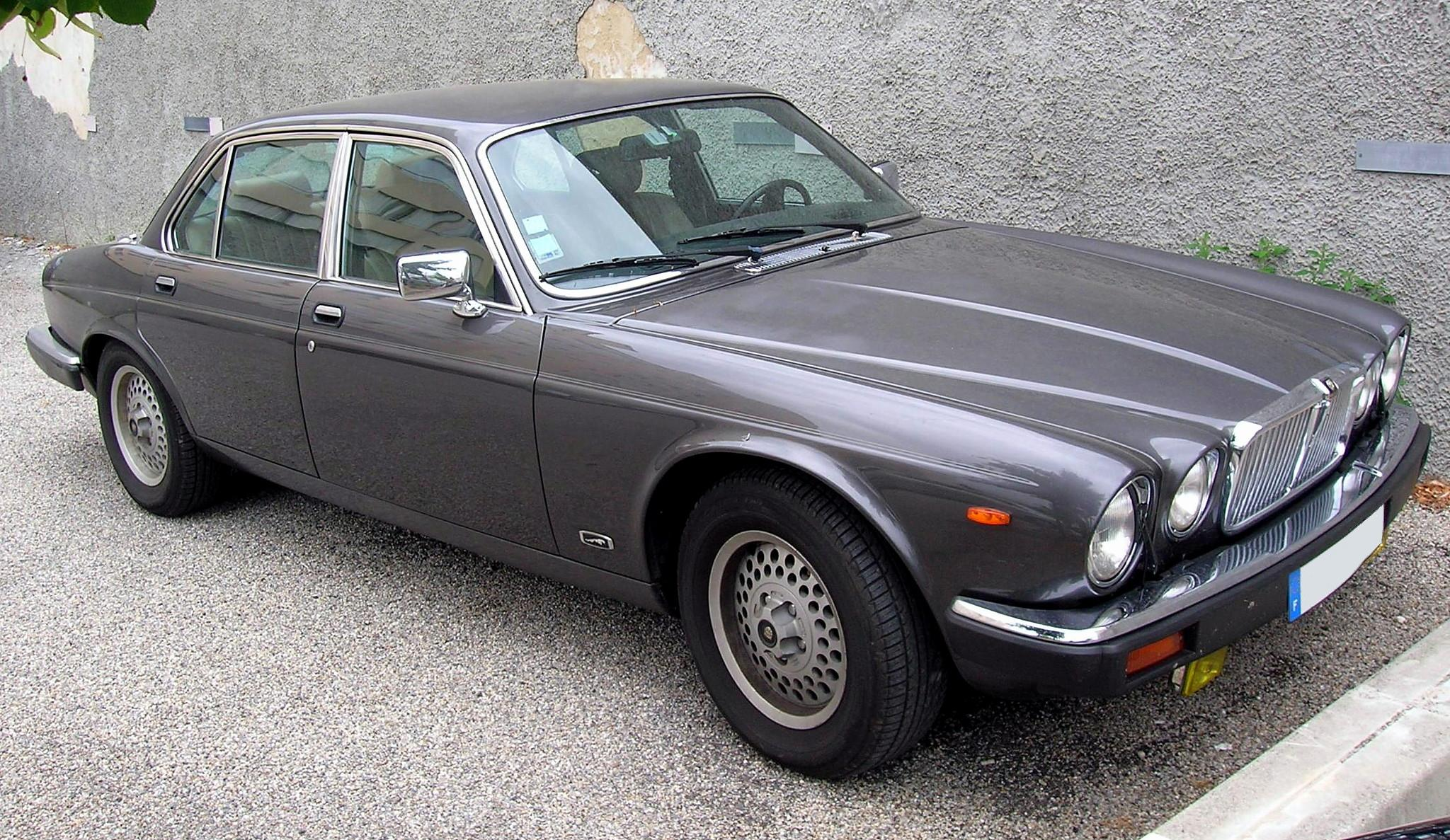
Una XJ 4.2 Sovereign (Series III) del 1983.
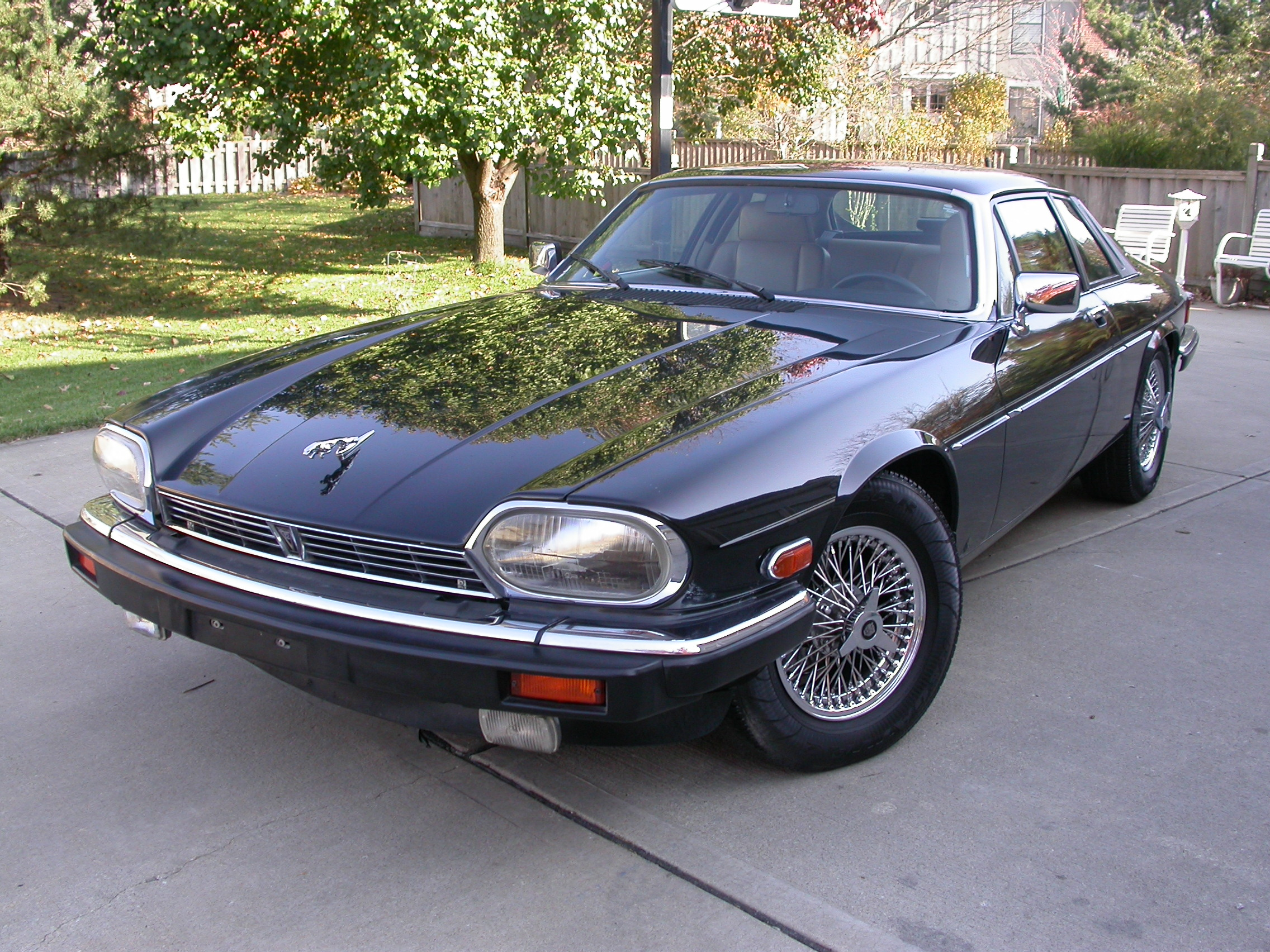
Una XJ-S (1989).
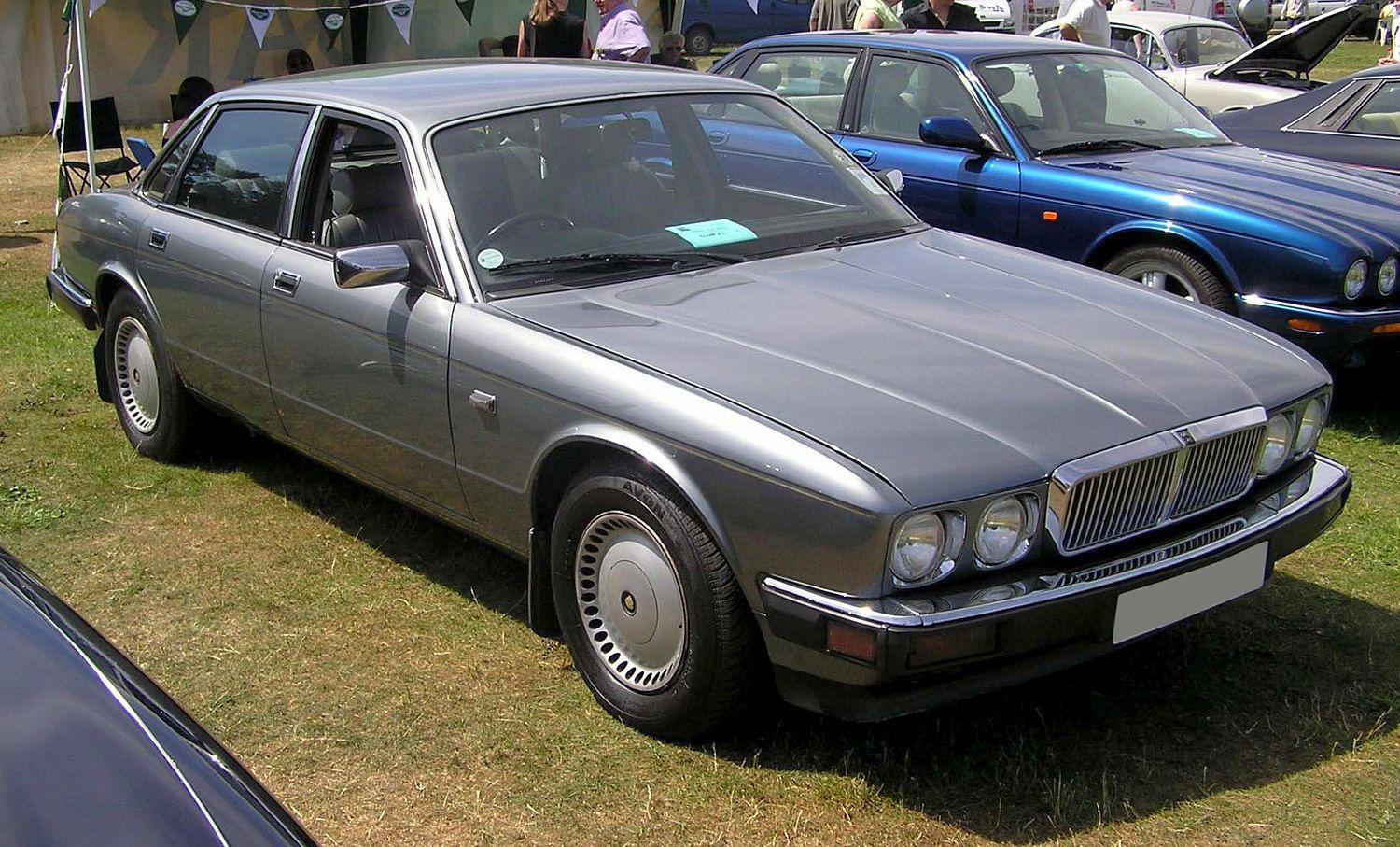
Una XJ (XJ40) nella versione Standard, a fari tondi (1989).
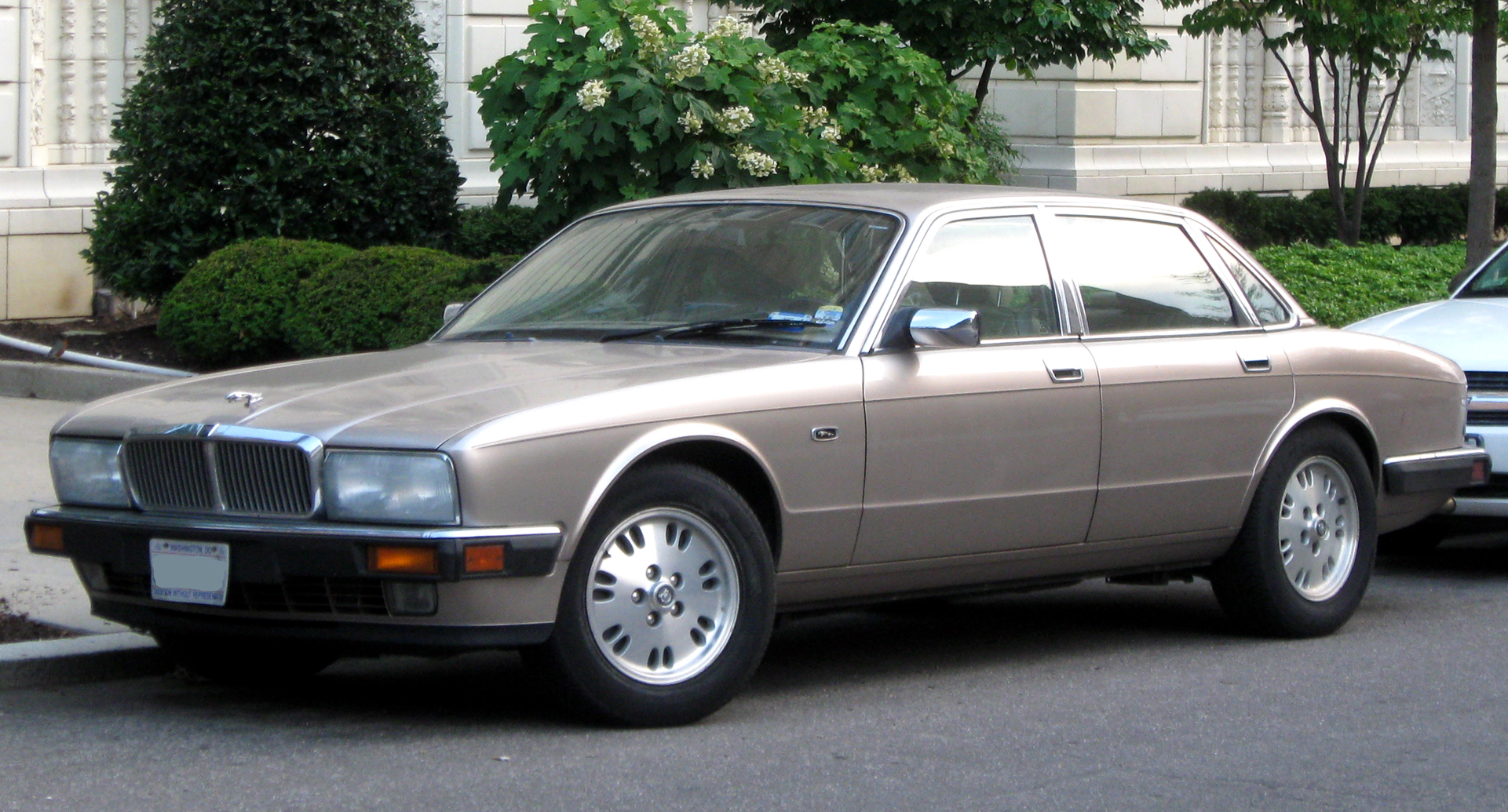
Una XJ (XJ40) nella versione Sovereign (1989).
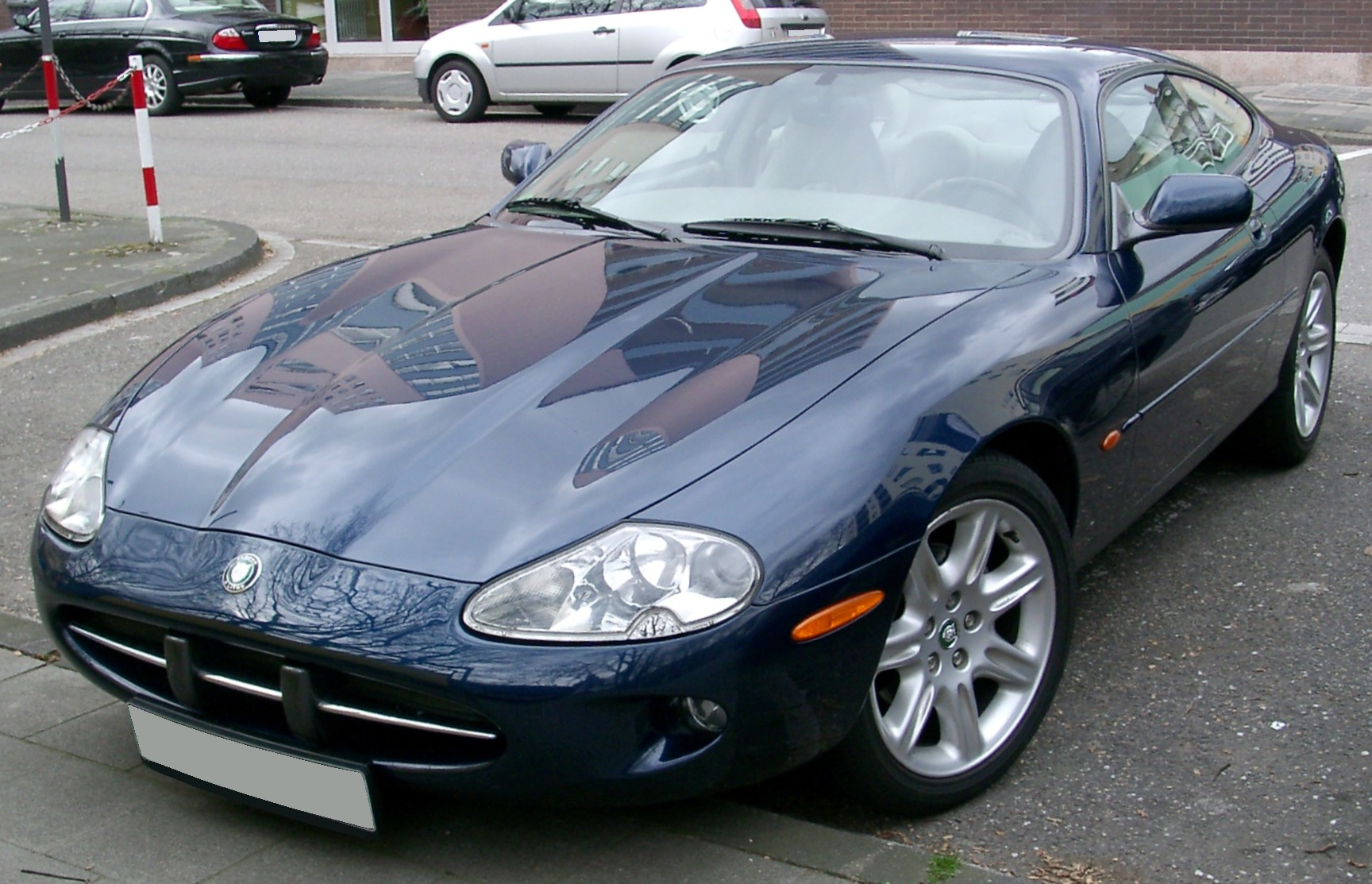
Una XK (1999).
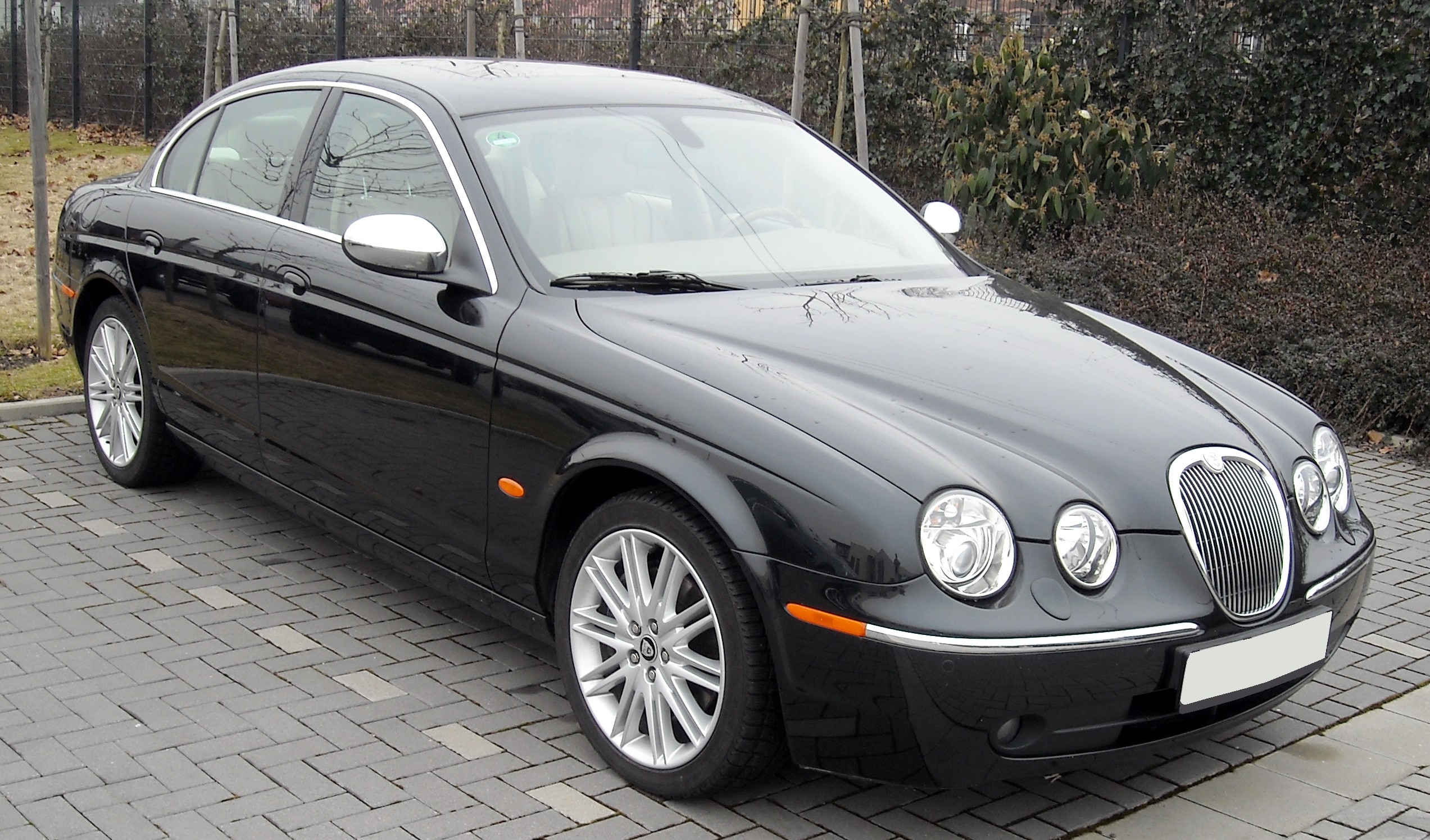
Una S-Type (1999).
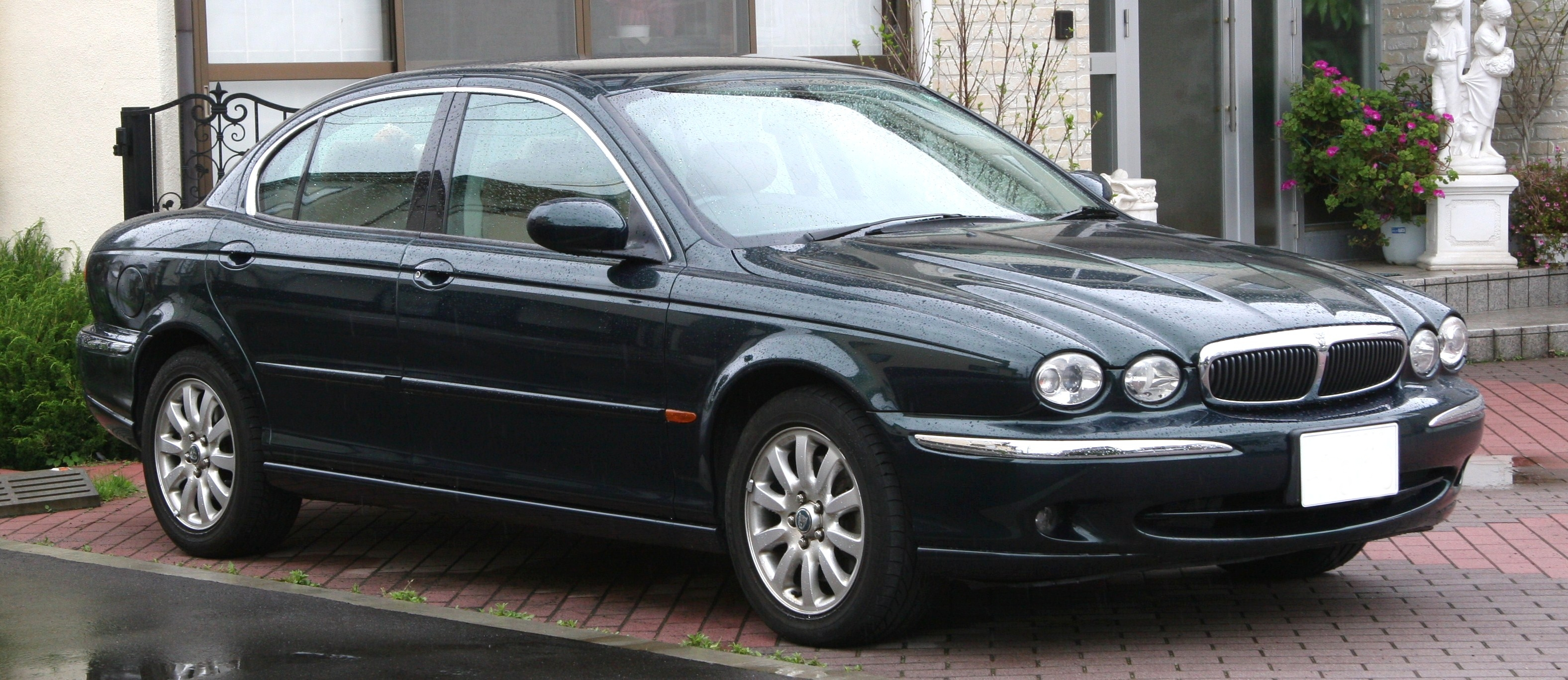
Una X-Type (2002).
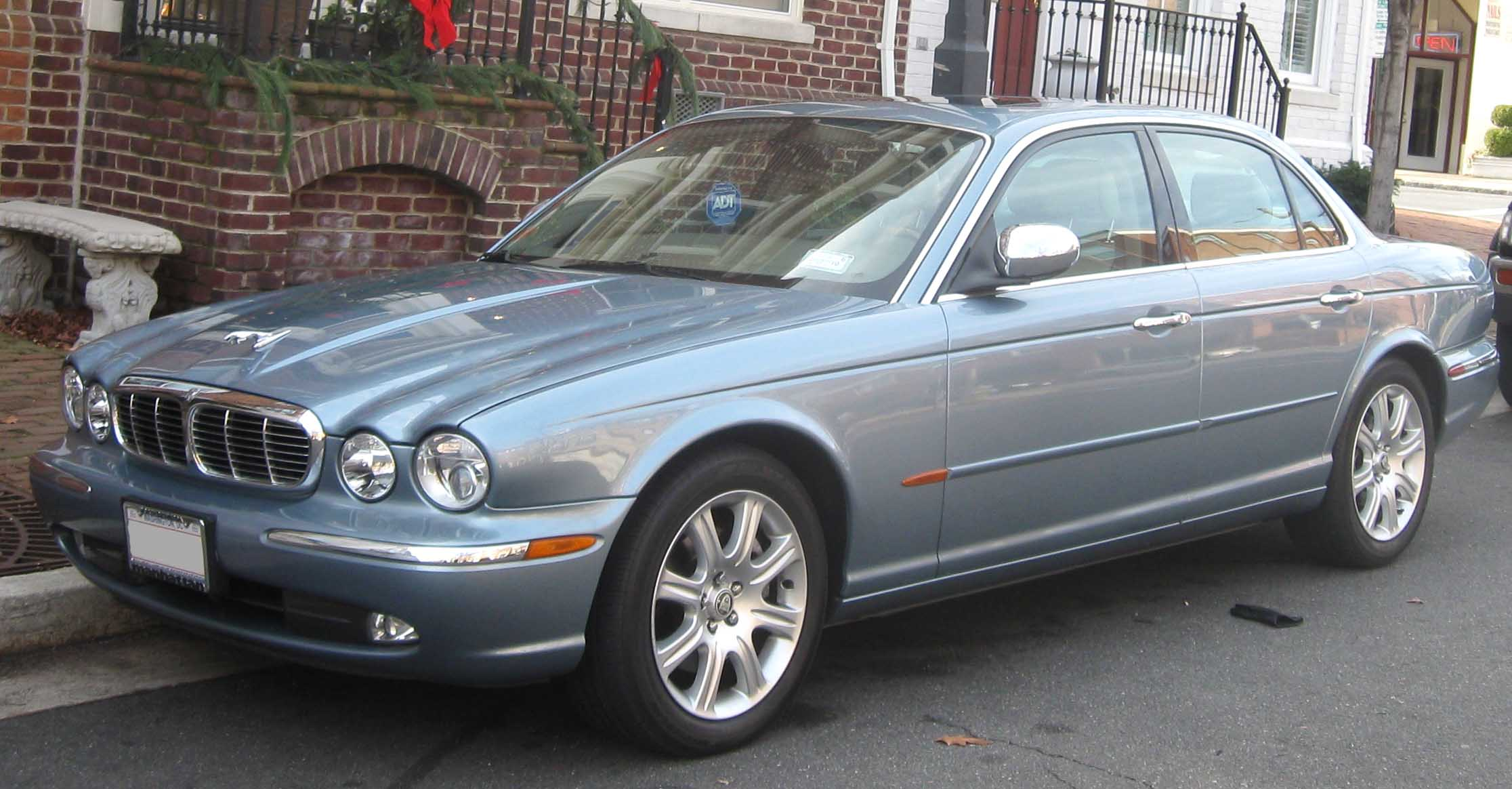
Una XJ Sovereign (X350) del 2006.
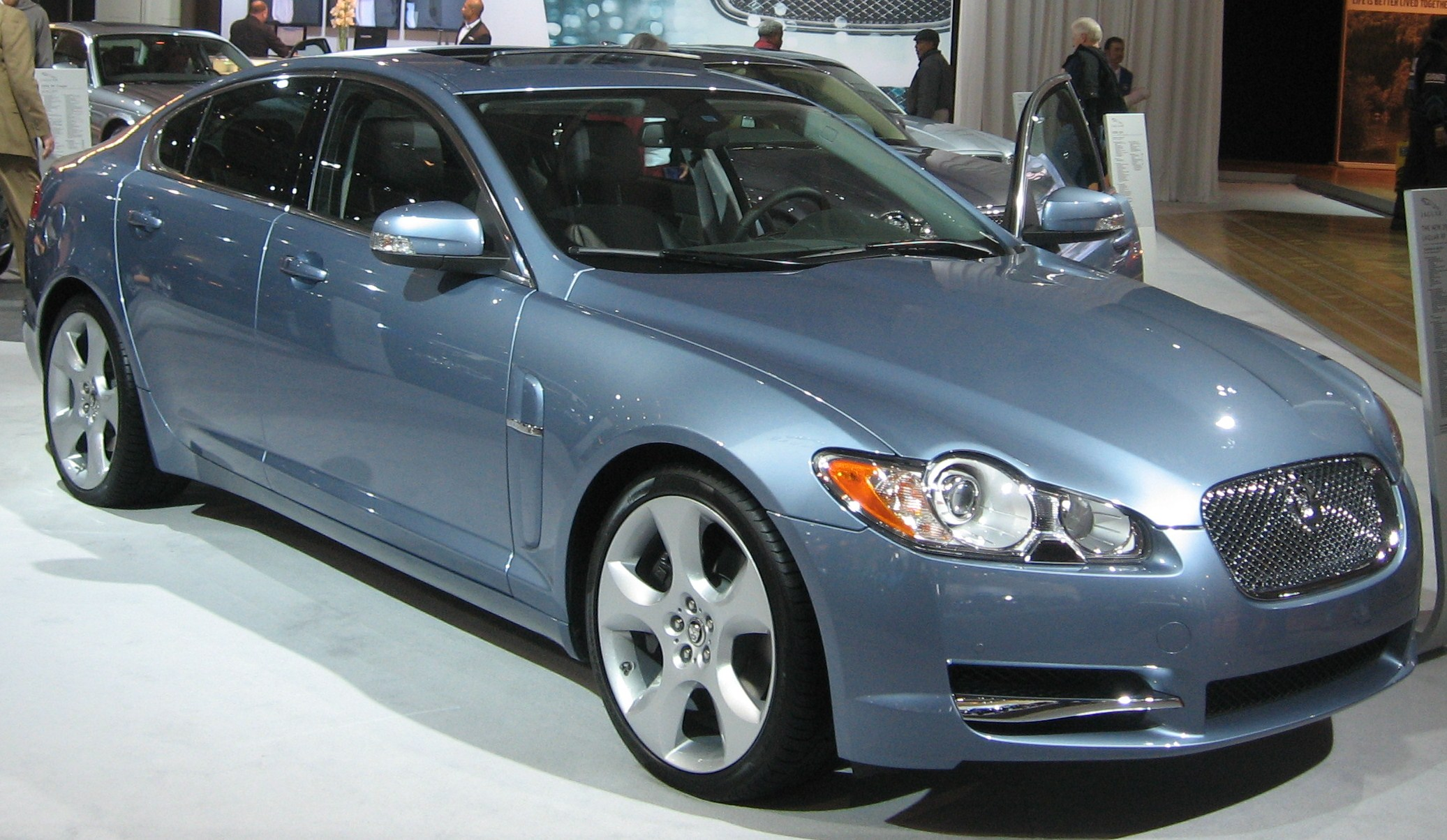
Una Jaguar XF (2008)
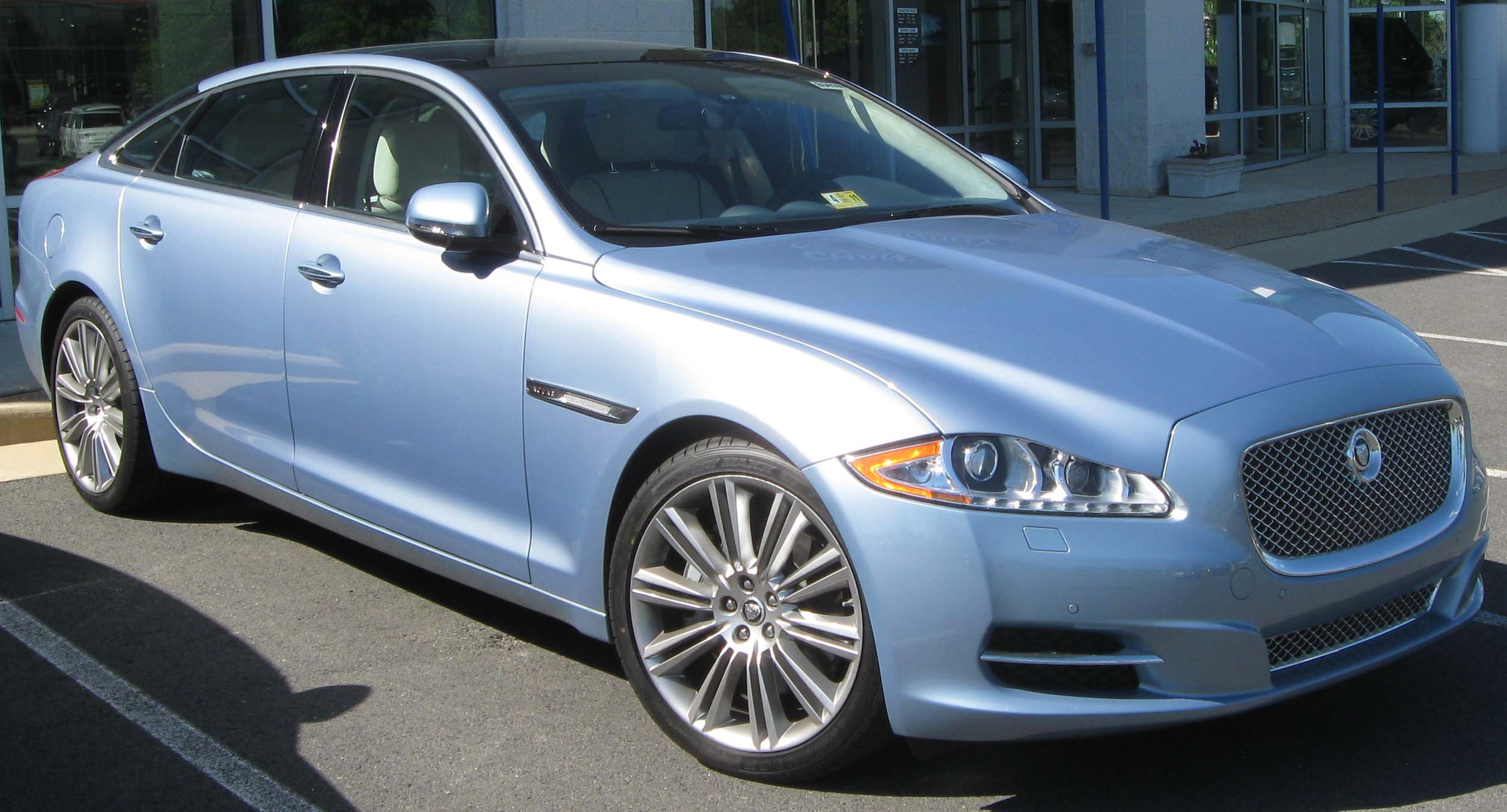
Una Jaguar X358 (2009).
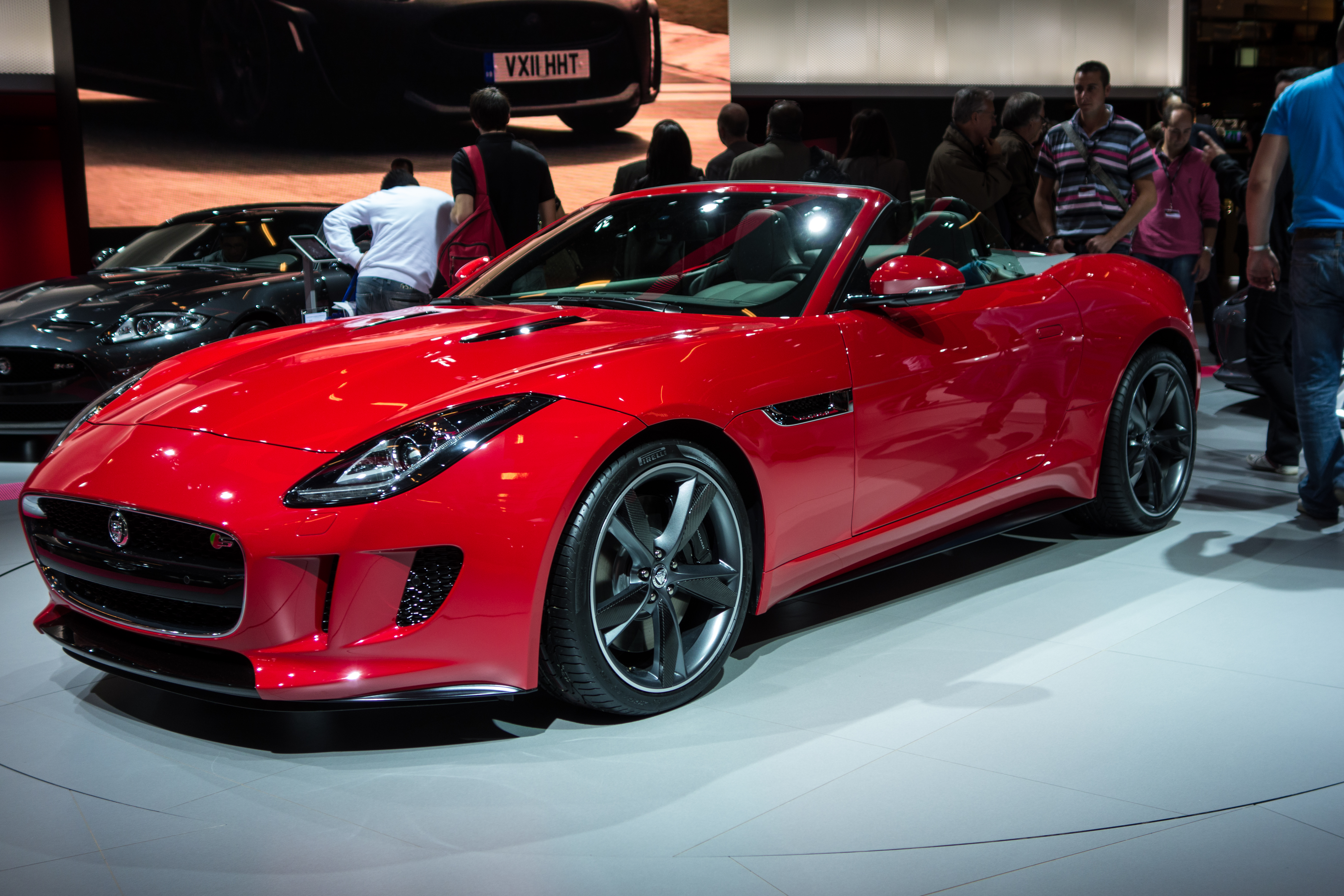
La piccola sportiva F-Type presentata al Paris Motor Show del 2012.
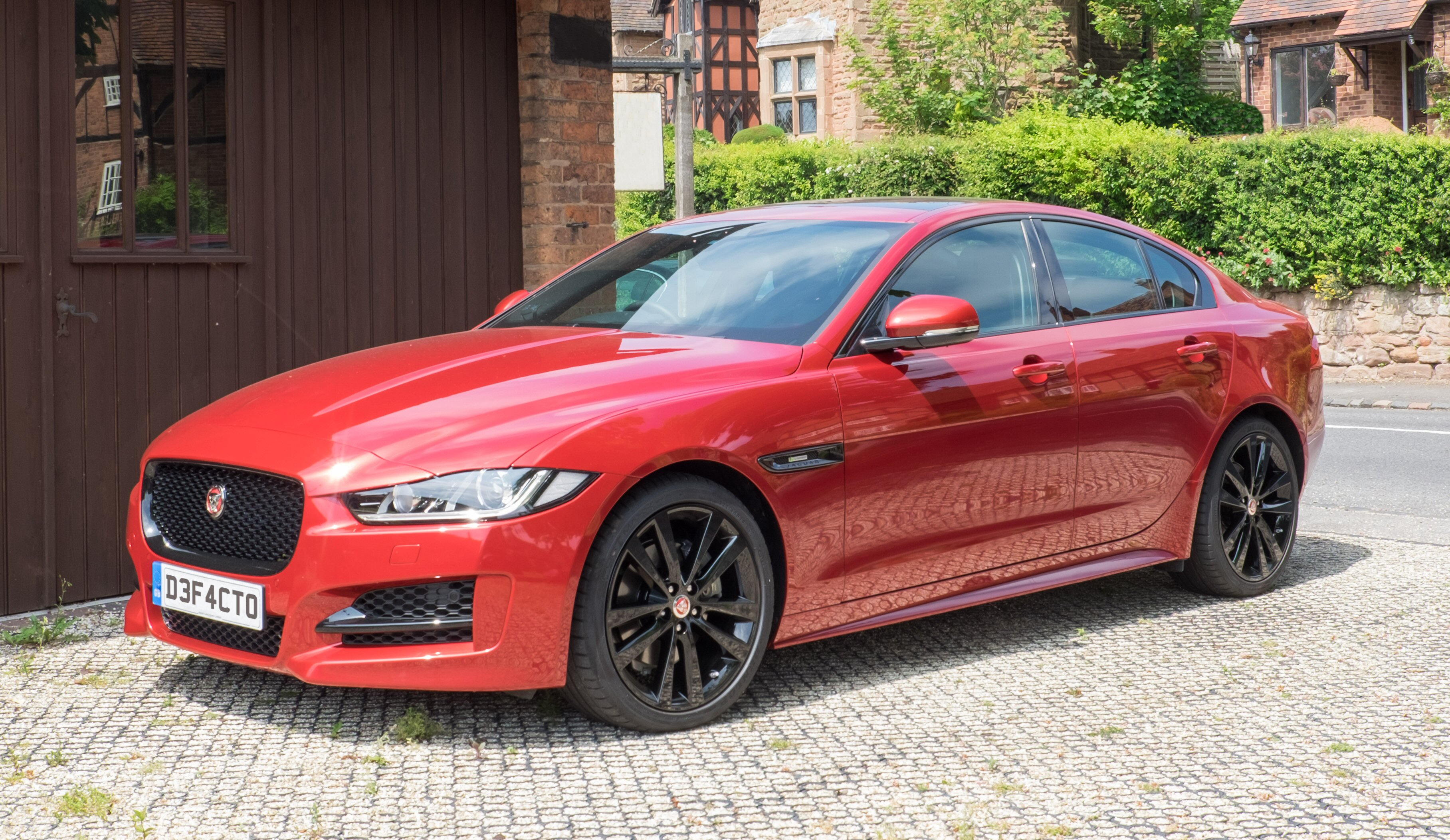
Una Jaguar XE (2015)
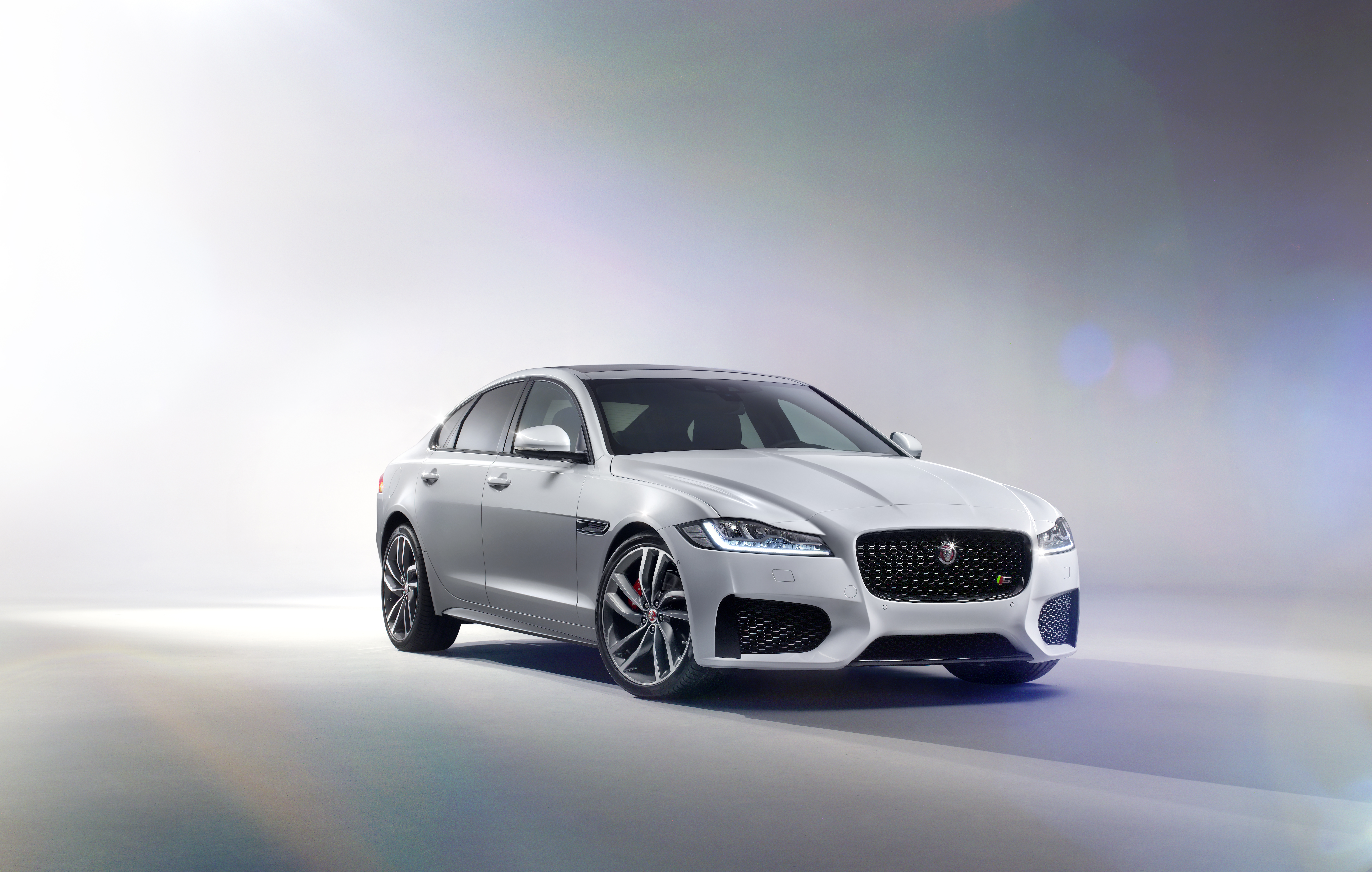
L'attuale versione di una Jaguar XF (2015)
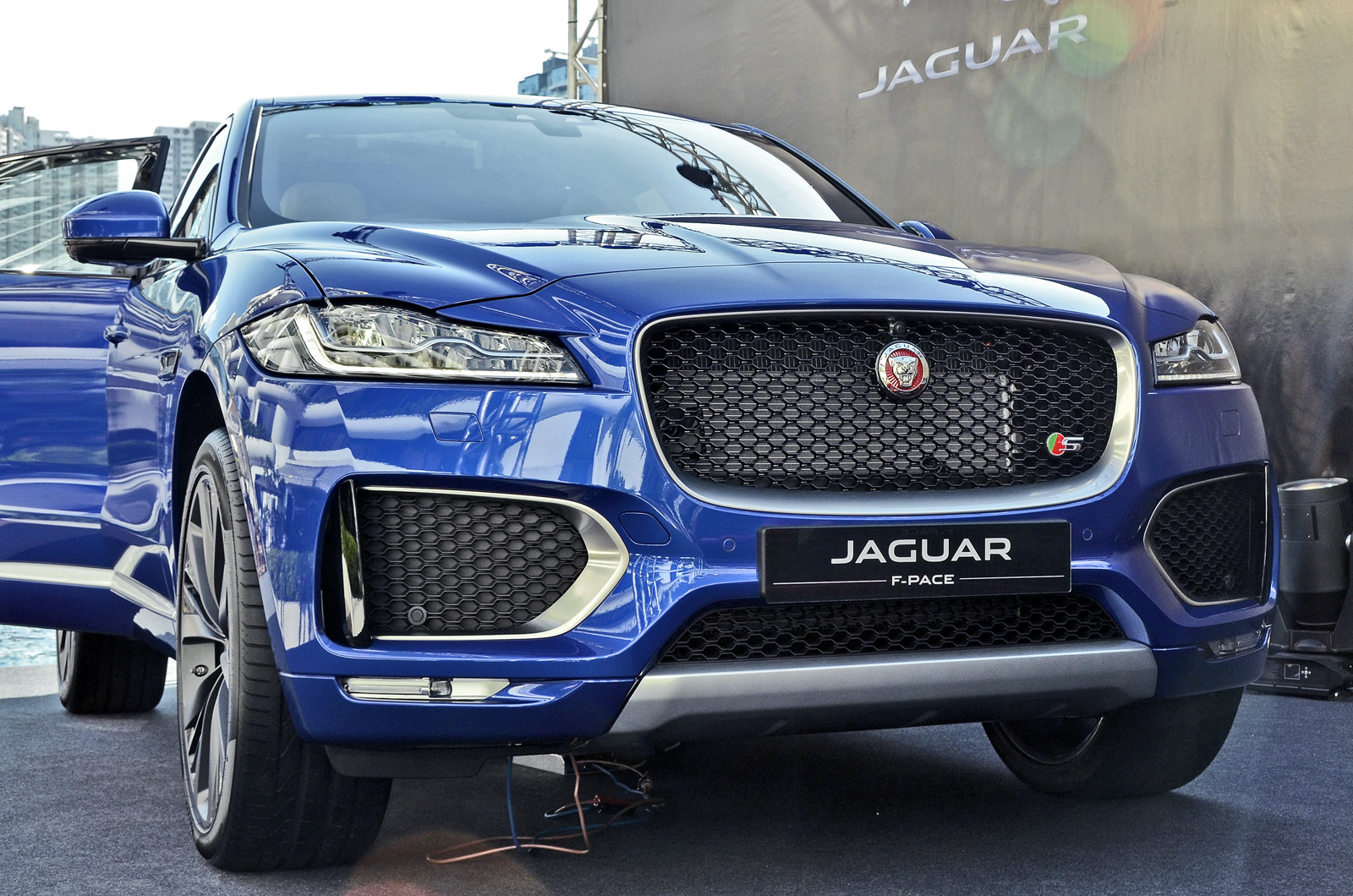
Una F-Pace (2016), il primo Suv mai costruito da Jaguar

### I modelli da competizione e a serie limitata

Alcuni modelli da competizione e sportivi.
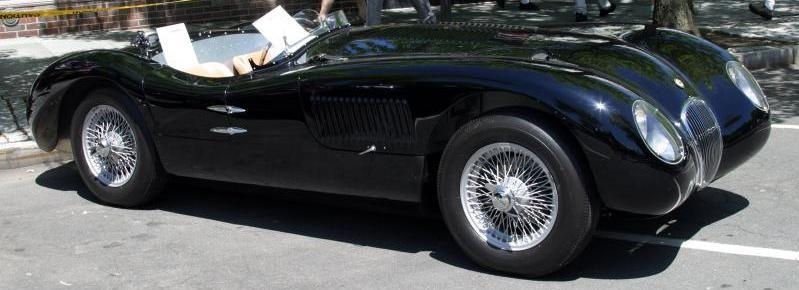
La C-Type.
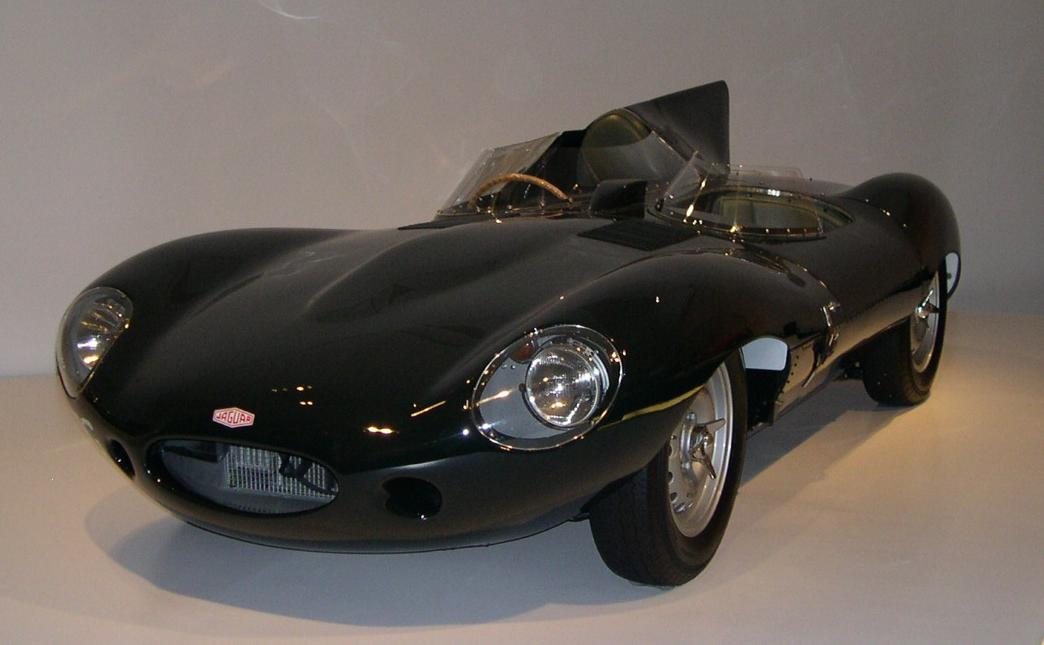
La D-Type (1955).
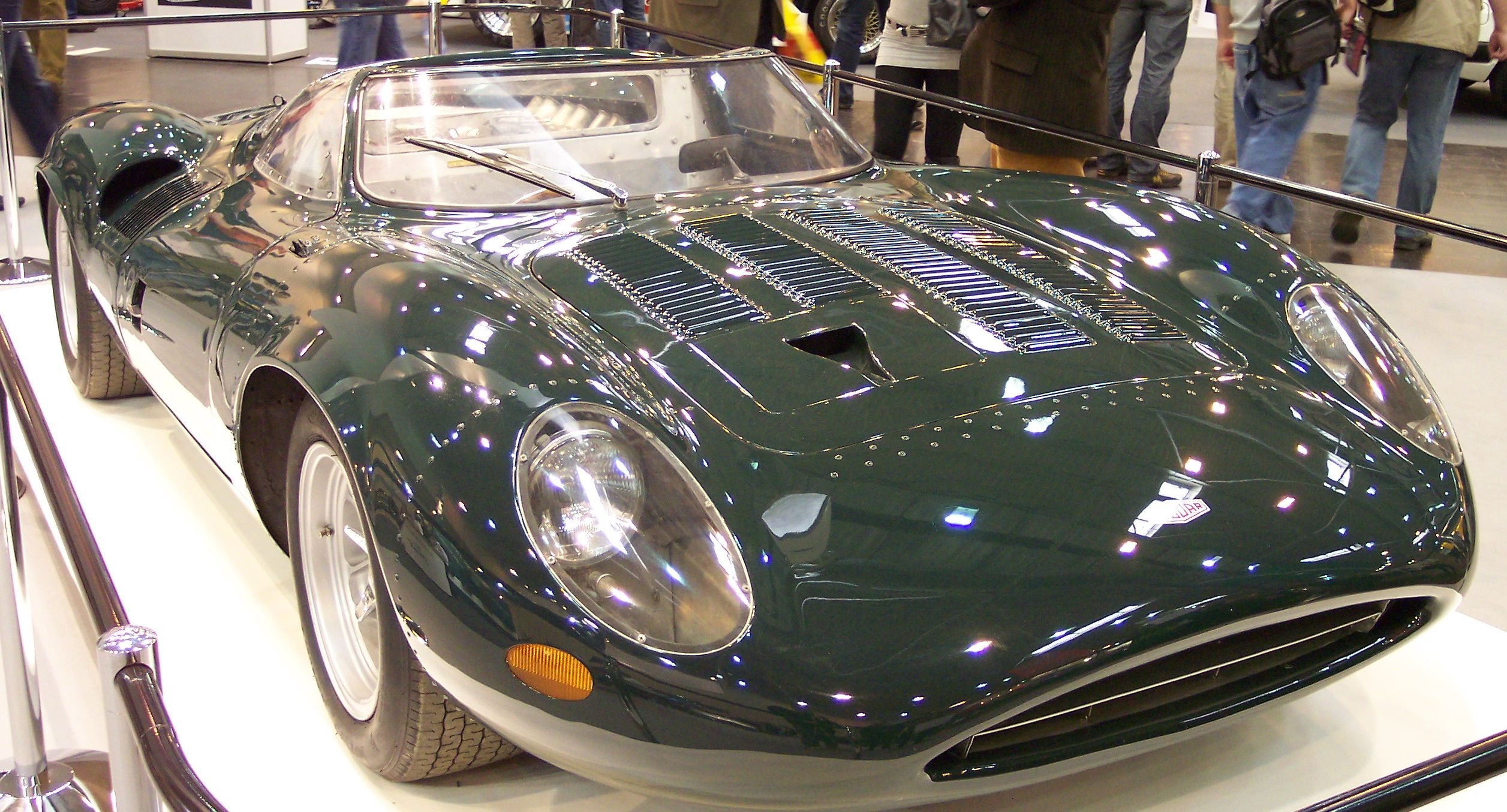
La XJ13.
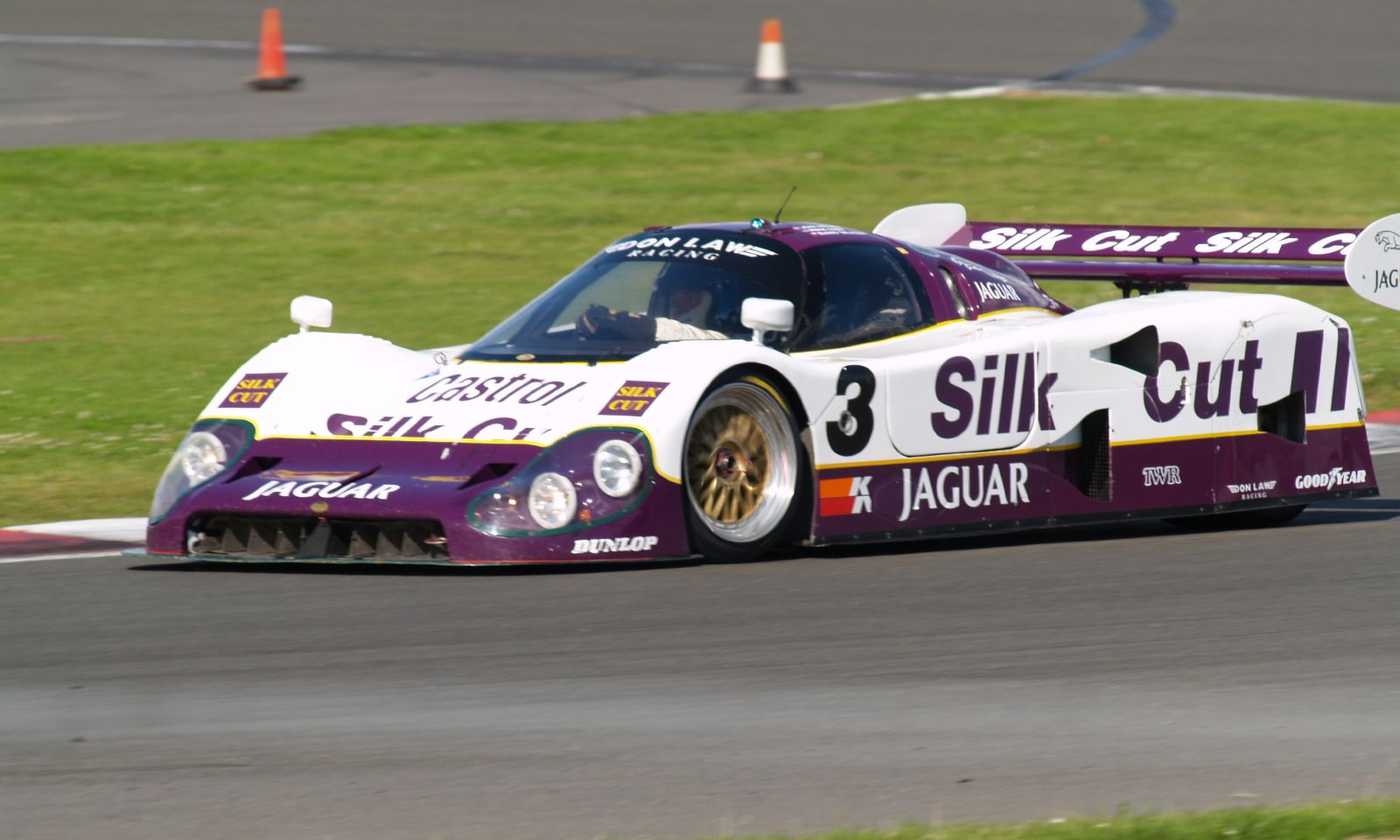
Una XJR-12.
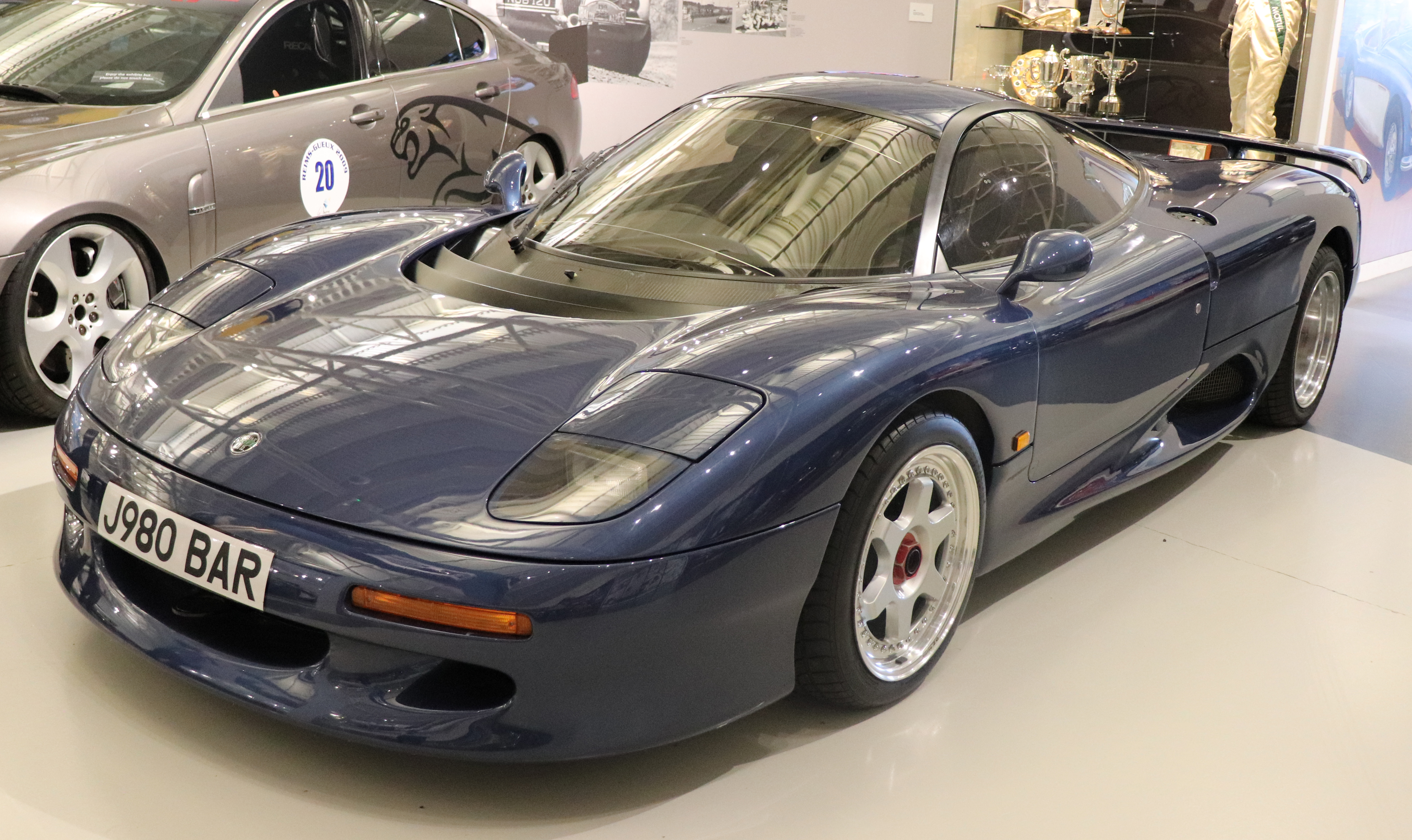
Uno dei soli 50 esemplari della XJR-15 (1990).
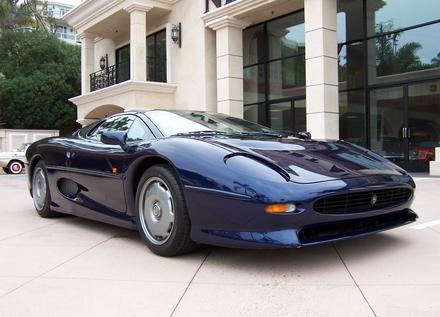
Una XJ220, la vettura di serie più veloce del 1992 (350 km/h).